# 塩竈市営汽船
塩竈市営汽船（しおがましえいきせん）とは、宮城県塩竈市にある塩釜港（マリンゲート塩釜）と浦戸諸島の間で運航されている公営の定期航路である。塩竈市市民生活部浦戸振興課市営汽船係が航路の運航および維持管理を行っている。航路愛称は浦戸しおさい海廊。ここでは、塩竈市市民生活部浦戸振興課浦戸生活係が運航業務を行う島内間渡船についても述べる。

## 概要
宮城県塩竈市の浦戸諸島にある有人離島4島（桂島・野々島・寒風沢島・朴島）と本土の塩釜港を結ぶ市営汽船である。1944年（昭和19年）8月20日に民間事業者13航路を買収し塩竈市交通部として事業を開始した。1950年（昭和25年）からは松島への観光交通事業も行っていたが、1968年（昭和43年）には松島航路を廃止し、全航路が浦戸諸島を結ぶものとなった。
2011年（平成23年）3月11日に発生した東日本大震災では塩竈市が大きな被害を受け、浦戸諸島は本土との輸送手段が一時的に断たれる事態となったが、船員や船舶に被害はなく、発災から約2週間後の3月26日に一部で運航が再開された。
航路は内湾である松島湾を巡航するため静穏で欠航がほとんどなく、塩釜港 - 朴島間を1日あたり6往復から8往復運航している。航路は本土と浦戸諸島の通勤通学および通院に使われるほか、海苔や牡蠣などの生産物を輸送する唯一の輸送手段となっており、2021年度は年間で延べ82,893人の利用があった。特に、塩竈市立浦戸小中学校へ通う小中学生および教職員は全員が島外から市営汽船を利用し通学しており、船内で教員から勉強を教わる通称「船勉」も行われている。

## 歴史

### 市営汽船事業の開始
戦前の浦戸諸島や宮城郡七ヶ浜村、貞山運河沿いの大代・蒲生・深沼、桃生郡宮戸村などは「陸の孤島」と呼ばれ、舟運だけが唯一の交通機関となっていた。これらの浜々では1933年（昭和8年）頃から「いっぱい船主」と呼ばれる数トンの小船による零細事業者が渡船交通を担っており、食糧や燃料などの配給品は小船によって塩竈から各浜へ送り出されていた。しかし、太平洋戦争の激化に伴い燃料が割当制となったことで燃料の入手が困難になり、いっぱい船主の廃業も相次ぐようになった。
1926年（大正15年）には宮戸村里浜の尾形深松が後に市営汽船に買収される「大鷹森丸」を建造し、海運局より通行許可を得て、里浜 - 朴島 - 塩竈間の運航を始めていた。

当時の浦戸諸島では各島間より塩竈市との結びつきが強く、定期航路は各島と塩竈との間にのみ開設されており、浦戸諸島全体での生活圏は構成されていなかった。このため、浦戸諸島を擁する宮城郡浦戸村は1942年（昭和17年）から合併協議を行い、航路に関して塩竈市と以下のような協定を結んだ。
その後、同年9月に塩竈市長の守屋栄夫と浦戸村長の郷古良平との間で交わされた「塩竈市及宮城郡浦戸村合併ニ関スル覚書」では、航路について以下のような内容が盛り込まれ、海上交通の統合と市営化が方針化された。
同年10月には塩竈市と浦戸村の合併に向け宮城県および内務省との協議が開始したものの、国から合併の必要性に疑問を呈されたことや太平洋戦争の激化で合併は頓挫し、実現には至らなかった。しかし、いっぱい船主の経営不振は浦戸諸島の住民の生活に関わる重大な問題であったため、合併頓挫後も塩竈市は各船主と船舶の買収や航路営業権などの譲渡について話し合いを続けることとなった。1944年（昭和19年）5月22日の市会では「市営船舶運航許可出願ノ件」が、同年7月23日の市会では交通事業に関連して「特別会計規則」と「塩竈市交通船乗船賃及運賃条例」が議決され、交通船特別委員会が設置された。船舶や航路営業権などの買収も同時に議決され、同年8月には市といっぱい船主の間で以下の通り買収契約を結んだ。買収したのは15業者・13航路・船舶18隻で、買収総額は14万8,900円となり、個々の買収額は船価と営業実績に基づく補償額により決定された。買収にあたっては即戦力となる13隻を一次買い上げとし、故障が多かった5隻については二次買い上げとして取り扱った。契約の内容には「交通船運営は戦力増強を目的とする」という項があり、戦時体制の世相を反映したものとなった。
| 区分     | 船名       | トン数 | 馬力 | 買収額（円） | 契約者     | 契約者                 |
| 区分     | 船名       | トン数 | 馬力 | 買収額（円） | 氏名       | 住所                   |
| -------- | ---------- | ------ | ---- | ------------ | ---------- | ---------------------- |
| 一次買収 | 大鷹森丸   | 11.36  | 15   | 10,500       | 尾形亀吉   | 桃生郡宮戸村           |
| 一次買収 | 寒風沢丸   | 7.69   | 12   | 6,500        | 土井貞五郎 | 宮城郡浦戸村大字寒風沢 |
| 一次買収 | 第二桂島丸 | 7.12   | 8    | 5,500        | 内海英雄   | 宮城郡浦戸村大字桂浜   |
| 一次買収 | 石浜丸     | 7.80   | 12   | 7,500        | 高橋安吉   | 宮城郡浦戸村大字石浜   |
| 一次買収 | 千鳥丸     | 8.07   | 10   | 9,100        | 佐藤繁松   | 宮城郡七ヶ浜村         |
| 一次買収 | 東宮丸     | 6.58   | 8    | 6,700        | 瀬戸勘三郎 | 宮城郡七ヶ浜村         |
| 一次買収 | 花淵丸     | 19.72  | 28   | 26,000       | 相沢亀松   | 宮城郡七ヶ浜村         |
| 一次買収 | 第二吉田丸 | 21.90  | 44   | 34,000       | 渡辺円平   | 宮城郡七ヶ浜村         |
| 一次買収 | 第一要害丸 | 5.29   | 8    | 4,100        | 佐藤文次郎 | 宮城郡七ヶ浜村         |
| 一次買収 | 三和丸     | 5.59   | 8    | 5,000        | 斎藤伝治   | 仙台市荒浜（深沼）     |
| 一次買収 | 高砂丸     | 6.14   | 8    | 5,500        | 鈴木仁二郎 | 仙台市蒲生             |
| 一次買収 | 蒲生丸     | 5.03   | 8    | 4,500        | 小野新三郎 | 仙台市高砂             |
| 一次買収 | 代ヶ崎丸   | 5.61   | 6    | 4,000        | 伊藤久吉   | 宮城郡七ヶ浜村         |
| 二次買収 | 第七大代丸 | 5.45   | 4    | 2,500        | 三浦栄之進 | 宮城郡多賀城村大字大代 |
| 二次買収 | 第十大代丸 | 2.50   | 6    | 2,000        | 三浦栄之進 | 宮城郡多賀城村大字大代 |
| 二次買収 | 第八大代丸 | 2.50   | 6    | 4,800        | 三浦栄之進 | 宮城郡多賀城村大字大代 |
| 二次買収 | 第二要害丸 | 4.20   | 5    | 4,000        | 佐藤文太郎 | 宮城郡七ヶ浜村         |
| 二次買収 | 第六東宮丸 | 6.50   | 5    | 6,700        | 瀬戸栄一郎 | 宮城郡七ヶ浜村         |

各業者からの廃業届、船舶国籍証明書などの提出を受けた後、七ヶ浜村の花渕浜・吉田浜の既設桟橋および石浜郵便航送権の買収、塩竈営業所の建設、公有水面使用願の提出、船舶検査調書・運航計画の作成、運賃設定などの準備を終えた。こうして1944年（昭和19年）8月20日、塩竈市字門前176番地（現在の海岸通の中央付近）にあった鈴木忠助所有の店舗を仮営業所として塩竈市交通部が発足した。当時の営業所の前は道路を隔てて内湾に接しており、その岸壁に18隻の船舶が市営汽船として係留されていた。発足当時の船は朝に塩釜へ来航し、夕方には各浜へ帰る形態をとっていたため、昼間の船員は船内や街で自由な時間を過ごし、事務室内には2人から3人の事務員が常駐していた。
仮営業所に接していた内湾は、大規模な防空壕の建設および避難場所の確保のため埋立工事が進んでいた。このため交通部の発足と同時に移転先（旧魚小売市場）の一部を事務所兼船舶発着所へ改造する工事に着手し、1944年（昭和19年）10月15日に移転した。また、同年12月27日には県知事に申請していた船舶発着所の前の公有水面の使用が許可された。
| 出発地 | 到着地 | 運賃（銭） |
| ------ | ------ | ---------- |
| 塩竈   | 要害   | 10         |
| 塩竈   | 大代   | 10         |
| 塩竈   | 桂島   | 20         |
| 塩竈   | 石浜   | 20         |
| 塩竈   | 野々島 | 20         |
| 塩竈   | 花淵   | 20         |
| 塩竈   | 蒲生   | 20         |
| 塩竈   | 寒風沢 | 25         |
| 塩竈   | 朴島   | 30         |
| 塩竈   | 大高森 | 30         |
| 塩竈   | 深沼   | 30         |

設立当時の職員は買収された船舶1隻につき旧業者1人、合計で18人を吏員として採用しており、他の事務職員と合わせ31人で交通部が組織された。航路は従来通り各浜ごとの13航路であり、朝に各浜を出港し、夕方に客を乗せ各浜へ帰る運航形態であった。当初の運賃は右の通り設定されていたが、インフレーションにより1945年（昭和20年）3月にはほぼ倍額に、同年5月にはその4倍、翌年4月には10倍になった。
市営汽船の発足から1944年（昭和19年）12月末までの平均乗船者は1か月あたり約2万人で、燃料の配給の減少に伴い航路の運航が制限されたことから、10月以降は乗客運賃が減少した。この時期になると、極度の燃料不足から船舶の機関を木炭やコーライトに改造する計画も持ち上がり、燃料の確保のため、市営汽船の職員は船が着くと工場や商店へ油を探しに回っていた。また、終戦後の1946年（昭和21年）頃には、苦肉の策で多賀城海軍工廠から払い下げられたアルコール20缶を各船に給油していた。

### 戦後の汽船事業
1948年（昭和23年）、東北地方を襲ったアイオン台風の影響で塩竈市内も被害を受け、岩手県一関市などから薪や木炭などの燃料の見舞い品が届けられた。このお礼として、当時の市助役は市会議員2人と共に市営汽船の「高砂丸」および「要害丸」に鮮魚を積み、10日間の日程で2回のお礼参りに向かった。野蒜村から北上運河・北上川を北上し1週間かけて岩手県へと向かい、帰りは流れに乗って1日半で塩竈へと帰った。
同年11月23日、「かもめ丸」のエンジン購入費を松島湾種牡蠣組合が出資する代わりに、漁場巡視用として組合に貸与する案が市議会にて議決された。これは多額の費用を要する老朽化したエンジンの交換を組合に相談したところ、「種牡蠣漁場を巡視してもらえるならエンジンを買ってあげましょう」とのアイデアが提案されたことによるもので、議会では満場一致で承認された。25馬力のエンジン代のうち組合が半額を前払いし、後の半分は巡回貸切料と相殺する形式となった。同年12月からは漁場巡視が開始され、翌年3月までの90日間に渡り、松島パークホテルから外国人バイヤーを乗せ湾内の13漁場を毎日巡航した。
1948年（昭和23年）から1949年（昭和24年）にかけては宮戸村方面から塩竈へ向け豚の行商人が市営汽船を利用し、豚も共に船に乗ることがあった。
1950年（昭和25年）には元鮮魚小売市場だった塩竈市字門前135番地の1地先を県より借用して事務所を移転させ、水面4坪を年間125円で借り、桟橋のような構造物を設置した。同年からは定時制の塩釜女子高等学校浦戸分校が野々島に開設され、生徒の輸送にあたった。浦戸分校は1964年（昭和39年）に廃校となったが、朴島6時発の始発である上り第1便はこの名残で現在も運航されている。
1960年（昭和35年）5月24日、チリ中部沿岸を震源とするチリ地震が発生し、その津波が塩竈市を襲った。当直職員の連絡で船舶職員が集まり対策が行われていたものの、轟音と共に津波が押し寄せ、「すわん丸」「第2すわん丸」「八潮」は避難準備していた乗員を乗せたまま陸上へ打ち上げられた。浦戸に停泊していた「第二吉田丸」は寒風沢島の美女ヶ浦に避難し、「第2すわん丸」は津波の返しを利用して海中に引き戻したものの、「すわん丸」は自衛隊や遠藤造船所の協力のもと、海へ引き下ろされた。この影響で市営汽船は3日間の運休となった。
1964年（昭和39年）4月、塩竈市は「市営汽船」の名で旅行斡旋業の免許を取得し、仙南交通（宮城交通の前身）と連携して団体客の輸送にあたった。また、「安い船賃でアサリは豊作とり放題」とのキャッチフレーズで潮干狩りの観光PRを行い、多い時には500人の団体が押し寄せるほどの人気となった。当時は潮干狩りが行われる前の日の夜、予め準備していた数百キロのアサリを旅客船で桂島へと運び、職員総出で砂浜にアサリをまいていた。1968年（昭和43年）9月には、市営汽船の「かもめ丸」や「塩風丸」に塩竈みなと祭で使用される御座船「龍鳳丸」を曳航させ、松島湾内の在城島や材木島付近までを遊覧しながら簀立て漁の見物や活魚料理を提供する事業を始めた。「海の勝画楼」というキャッチフレーズのもと、日本交通公社や近畿日本ツーリストと連携し売り込んだものの、僅か5年で事業は終了した。
1965年（昭和40年）4月からは千賀の浦埋立工事に伴い、観光桟橋の中央にバラック造の待合室兼事務所を設けた。その頃、観光桟橋の東端では宮城県によって汽船会社が入居するレストハウスを建設しており、レストハウスが完成した1967年（昭和42年）8月には切符販売業務をそちらで行うようになった。1970年（昭和45年）3月には宮城県より辺地振興資金を借り入れ、老朽化した交通課の旧魚市場管理事務所を全面改築し、現在のマリンゲート塩釜西側駐車場の一角に木造モルタルの新事務所（144.47平方メートル）を建設した。
1973年（昭和48年）6月17日、根室半島南東沖を震源とする根室半島沖地震が発生し、塩竈市では津波対策本部が設けられ、市営汽船の運航が一時中止となった。
1996年（平成8年）7月には塩釜港旅客ターミナルであるマリンゲート塩釜が完成し、落成と同時に事務所も移転した。これに伴い、旧事務所は取り壊しとなった。
2010年（平成22年）2月27日、チリ中部沿岸を震源とするチリ地震が発生し、2月28日の8時30分には大津波警報が発表された。これを受け、塩釜9時30分発の下り第3便以降の上下7便すべてが欠航となった。市営汽船の3隻については、1960年（昭和35年）に発生したチリ地震での経験から、桂島に「しおじ」と「みしお」を、野々島に「うらと」を回航させ、警戒態勢に入った。津波の警報および注意報は翌3月1日の午前中に解除されたものの、海上に海苔や牡蠣の養殖棚が浮遊していたことから宮城海上保安部より船舶の航行が全面的に禁止され、15時30分に一部が解除された。3月1日は朴島16時30分発の1便のみ、3月2日と3月3日は日中の上下合わせて10便のみが運航され、3月4日からは塩釜17時20分発の臨時便が朴島まで運航された。3月10日までには通常運航に復帰した。塩竈市では最大で約80センチメートルの津波が観測され、航路標識の流出が確認されたほか、航路に設置されていた8基の灯浮標すべてが津波で流出した。また、航路の欠航に伴い浦戸第二小学校および浦戸中学校は休校となった。

### 東日本大震災とその後
2011年（平成23年）3月11日14時46分、三陸沖の太平洋を震源とする東日本大震災が発生し、3分後の14時49分には大津波警報が塩竈市に発表された。これを受け、市営汽船の各船は避難を開始した。震災の発生時に乗客を乗せて運航していた船舶はなく、塩釜14時54分着の上り第6便（しおじ）は下船が完了していた。市営汽船の3隻のうち、上り第6便だった「しおじ」は桂島へ回航させ、係留されていた「みしお」と「うらと」の2隻は浮桟橋へ移動させた。係留された2隻は浮桟橋によって守られたため、陸上へ打ち上げられることはなかった。
3隻の船舶と船員に被害はなかったものの、寒風沢漁港の浮桟橋は流失し、青葉航路と駒島航路は土砂や障害物などが流入したため浚渫をしなければ航行できない状態となった。また、航路上に設置された灯浮標16基と浮樽18基が津波により流失したほか、貨物受付所の倒壊や自動券売機の水没、公用車の流出など、総額で2,514万円に上る大きな被害を受けた。復旧のため関係機関によって航路の安全調査や航路上の障害物除去などの作業が行われ、3月26日には塩竈 - 石浜間で運航が再開された。再開当初は「うらと」が1日2往復する臨時ダイヤで運航され、その後の4月13日には桂島・野々島・寒風沢の各港への寄港が可能になり、便数も増加。6月1日からは全区間での運航が再開された。復旧直後の市営汽船は乗船の優先順位が決められており、島民・災害支援者・親族の順番で乗船することができた。
復興支援のため当面は乗船料金は無料で、復旧当初は変則的な運航だったものの、翌年4月1日からは震災前ダイヤでの運航が再開された。津波で流出した寒風沢漁港の浮桟橋については仮設桟橋を利用しての運航だったものの、2013年（平成25年）12月には新設の浮桟橋が完成した。
2013年（平成25年）10月18日からは、社会実験として毎週金曜日に「ウィークエンド特別便」の運航を開始した。これは市営汽船の最終便（下り第7便）の塩竈発が18時と早く、通勤や通学時間の便宜上で島を離れる若年層も多かったことから開始され、2014年（平成26年）3月28日まで延べ342人が乗船した。運航は翌年度以降も続けられたものの、利用者が少なかったことから2022年（令和4年）3月25日をもって終了した。
2016年（平成28年）7月21日から8月31日にかけて、市営汽船の航路愛称が募集され、合計で176点の応募があった。選考委員会による選考の結果、愛称は「潮の音を聞きながら浦戸諸島の四季折々の美しい景観を巡る」という意味が込められた「浦戸しおさい回廊」に決定し、以降は地図やパンフレットなどで愛称も利用されるようになった。

## 年表
- 1944年（昭和19年）
  - 5月22日 - 塩竈市会にて「市営船舶運航許可出願ノ件」の議決を得る[13]。
  - 7月23日 - 塩竈市会にて交通事業に関する特別会計規則と「塩竈市交通船乗船賃及運賃条例」の制定が議決され、交通船特別委員会が設置される[13]。
  - 8月 - 塩竈市と15業者13航路との間で買収契約が行われる[13]。
  - 8月20日 - 塩竈市交通部が発足し、塩竈市営汽船の運航が開始する[1][20]。
  - 10月15日 - 塩竈市交通部の事務所が完成・移転する[25]。
- 1947年（昭和22年）
  - 2月28日 - 乗客30人を乗せ塩竈から東宮浜へ向け出航した「大代丸」が、北浜の造船所から船台を滑り落ちる漁船と遭遇し、「大代丸」の側面に激突。これにより大代丸の屋根は吹っ飛び、上甲板に乗っていた10数人の客が自転車や荷物ごと海中へ放り出された[44]。
  - 夏 - 乗客50名・米俵40俵を載せ出航した「東宮丸」が過積載のため浸水したものの、銚子のイワシ船の乗組員による助けもあり沈没を免れる[27]。
- 1948年（昭和23年）11月 - アイオン台風に対する支援の感謝を込め、「高砂丸」と「要害丸」の2隻による岩手県内のお礼参りが行われる[27]。
- 1949年（昭和24年）
  - 6月 - 桂島に桟橋建設のため県知事に公有水面使用願いを提出する[1]。
  - 11月 - 寒風沢に桟橋建設のため県知事に公有水面使用願いを提出する[1]。
- 1950年（昭和25年）
  - 2月25日 - 当直にあたっていた職員2人が事務所隣の売店に入っていた泥棒を発見し確保する。塩竈市警察は「これぞ民警一体の実」と称え、塩竈市長の桜井辰治は「勇敢機敏な行動、責任感の表れ」として職員に金一封を贈り表彰した[45]。
  - 6月 - 事務所を塩竈市字門前135の1地先へ移転[24]。
- 1955年（昭和30年）4月 - 市営汽船にて仙台市営バスの定期乗車券の発売を開始する[1]。
- 1960年（昭和35年）5月24日 - チリ地震が発生。津波により市営汽船の3隻が陸上へ打ち上げられ[1]、市営汽船は3日間の運休となった[30]。
- 1964年（昭和39年）4月 - 「市営汽船」の名で旅行斡旋業の免許を取得する[28]。
- 1965年（昭和40年）4月 - 離島航路整備法による国の補助航路に宮戸 - 塩竈間の航路が指定される[1]。
- 1967年（昭和42年）
  - 8月1日 - 「すわん丸」が馬放島東方の兎島付近を塩竈へ向け航行中に転覆したモーターボートを発見し、海へ投げ出された4人の人命救助を行う。後に第二管区海上保安本部長は乗組員の迅速な行動に対し表彰状を贈呈した[45]。
  - 11月29日 - 朴島行きの最終便として乗客92名を乗せた「すわん丸」が鐘島付近で座礁する[44]。
- 1970年（昭和45年）3月 - 現在のマリンゲート塩釜西側駐車場の一角に新事務所を建設[24]。
- 1972年（昭和47年）3月 - 旅行斡旋業を廃止する[1]。
- 1973年（昭和48年）
  - 4月 - 宮戸島の里浜桟橋が老朽化のため、大高森が仮基点となる[1]。
  - 6月17日 - 根室半島沖地震により市営汽船の運航が一時中止となる[32]。
  - 10月 - 里浜桟橋の補修が完了する[1]。
- 1996年（平成8年）7月 - マリンゲート塩釜の完成で事務所が施設内に移転。これに伴い旧事務所は取り壊しとなった[8]。
- 2002年（平成14年）12月4日 - 桂島浮桟橋の供用を開始する[1]。
- 2003年（平成15年）8月25日 - 野々島浮桟橋の供用を開始する[1]。
- 2005年（平成17年）2月11日 - 寒風沢浮桟橋の供用を開始する[1]。
- 2006年（平成18年）7月 - 「うらと子どもパスポート」の事業を開始する[46]。
- 2008年（平成20年）
  - 4月 - 石浜浮桟橋および桂島漁港休憩所の供用を開始する[1]。
  - 8月 - 船員労働災害防止優良事業者（1級）の認定を国土交通省海事局より受ける[47]。
- 2010年（平成22年）2月27日 - チリ地震が発生。津波により市営汽船の運航が一時中止となったほか[34]、航路標識などの流出が確認された[36]。
- 2011年（平成23年）
  - 3月11日 - 東日本大震災により運航が一時中止となる[38]。
  - 3月26日 - 塩竈 - 石浜間で運航が再開される[48]。
  - 4月13日 - 桂島・野々島・寒風沢の各港への寄港が再開される[39]。
  - 5月15日 - 下り便の臨時ダイヤが変更となる[49]。
  - 6月1日 - 全区間での運航が再開される[49]。
  - 9月9日 - 桂島での乗り換えが解消し、「しおじ」と「みしお」による朴島までの通し運航が再開される[50]。
- 2012年（平成24年）4月1日 - 震災前のダイヤに復帰する[51]。
- 2013年（平成25年）
  - 6月1日 - 駒島航路の運航が再開される[52]。
  - 10月18日 - 「ウィークエンド特別便」の運航が開始する[42]。
- 2014年（平成26年）7月20日 - 市営汽船70周年記念として臨時便「花火クルーズ」が運航される[53]。
- 2016年（平成28年）11月1日 - 市営汽船の航路愛称が「浦戸しおさい海廊」に決定する[7]。
- 2022年（令和4年）3月25日 - 「ウィークエンド特別便」の運航が終了する[43]。

### 運航組織の変遷
- 1944年（昭和19年）8月20日 - 塩竈市交通部として発足。終戦時までに管理課と運航課が置かれた[54]。
- 1947年（昭和22年）3月16日 - 塩竈市役所部課設置条例が施行され、塩竈市産業交通部交通課となる[55]。
- 1949年（昭和24年）10月1日 - 塩竈市役所部課設置条例が廃止され、代わりに塩竈市部課設置条例が施行。塩竈市水道交通部交通課となる[56]。
- 1951年（昭和26年）6月15日 - 塩竈市部課設置条例を改正する条例が施行され、塩竈市産業部交通課となる[57]。
- 1952年（昭和27年）6月1日 - 塩竈市部課設置条例が廃止され、代わりに塩竈市課設置条例が施行。塩竈市交通課となる[58]。
- 1966年（昭和41年）4月 - 機構改革により塩竈市観光交通課に改称[1]。
- 1967年（昭和42年）8月 - 機構改革により塩竈市交通課に再改称[1]。
- 1985年（昭和60年）11月1日 - 塩竈市課設置条例が廃止され、代わりに塩竈市行政組織条例が施行[59]。機構改革により塩竈市市民生活部浦戸振興課となる[1]。
- 1996年（平成8年）4月1日 - 機構改革により塩竈市市民生活部浦戸交通課に改称[1]。
- 2011年（平成23年）6月1日 - 機構改革により塩竈市産業環境部浦戸振興課に改称[1]。
- 2022年（令和4年）4月1日 - 機構改革により市民生活部が新設され、塩竈市市民生活部浦戸振興課となる[60]。

## 運航形態
2022年（令和4年）4月1日改定時点では、塩釜港のマリンゲート塩釜 - 朴島間の11.6キロメートルを40分から54分かけて結んでおり、下りは7便、上りは8便存在する。うち上下第1便と上り第8便は日曜日・祝日・年末年始（12月31日 - 1月3日）・月遅れ盆（8月13日 - 8月16日）が運休となる。また、上り第8便の朴島 - 塩釜直行便については火曜日と金曜日のみ運航となる。寄港地などは以下の通り。
| 港名   | キロ程 | キロ程 | 直行便 | 接続航路                                                                          | 所在地 | 所在地     |
| 港名   | 港間   | 累計   | 直行便 | 接続航路                                                                          | 所在地 | 所在地     |
| ------ | ------ | ------ | ------ | --------------------------------------------------------------------------------- | ------ | ---------- |
| 塩釜   | -      | 0.0    | ●      | 丸文松島汽船：芭蕉コース                                                          | 塩竈市 | 港町一丁目 |
| 桂島   | 6.3    | 6.3    | ｜     |                                                                                   | 塩竈市 | 浦戸桂島   |
| 野々島 | 1.3    | 7.6    | ｜     | 島内間渡船：野々島桟橋～石浜桟橋                                                  | 塩竈市 | 浦戸野々島 |
| 石浜   | 0.6    | 8.2    | ｜     | 島内間渡船：野々島桟橋～石浜桟橋                                                  | 塩竈市 | 浦戸石浜   |
| 寒風沢 | 1.9    | 10.1   | ｜     | みちのくトレイルクラブ：宮戸島～浦戸諸島間渡船 島内間渡船：野々島～寒風沢～朴島間 | 塩竈市 | 浦戸寒風沢 |
| 朴島   | 1.5    | 11.6   | ●      | 島内間渡船：野々島～寒風沢～朴島間                                                | 塩竈市 | 浦戸寒風沢 |

寄港地
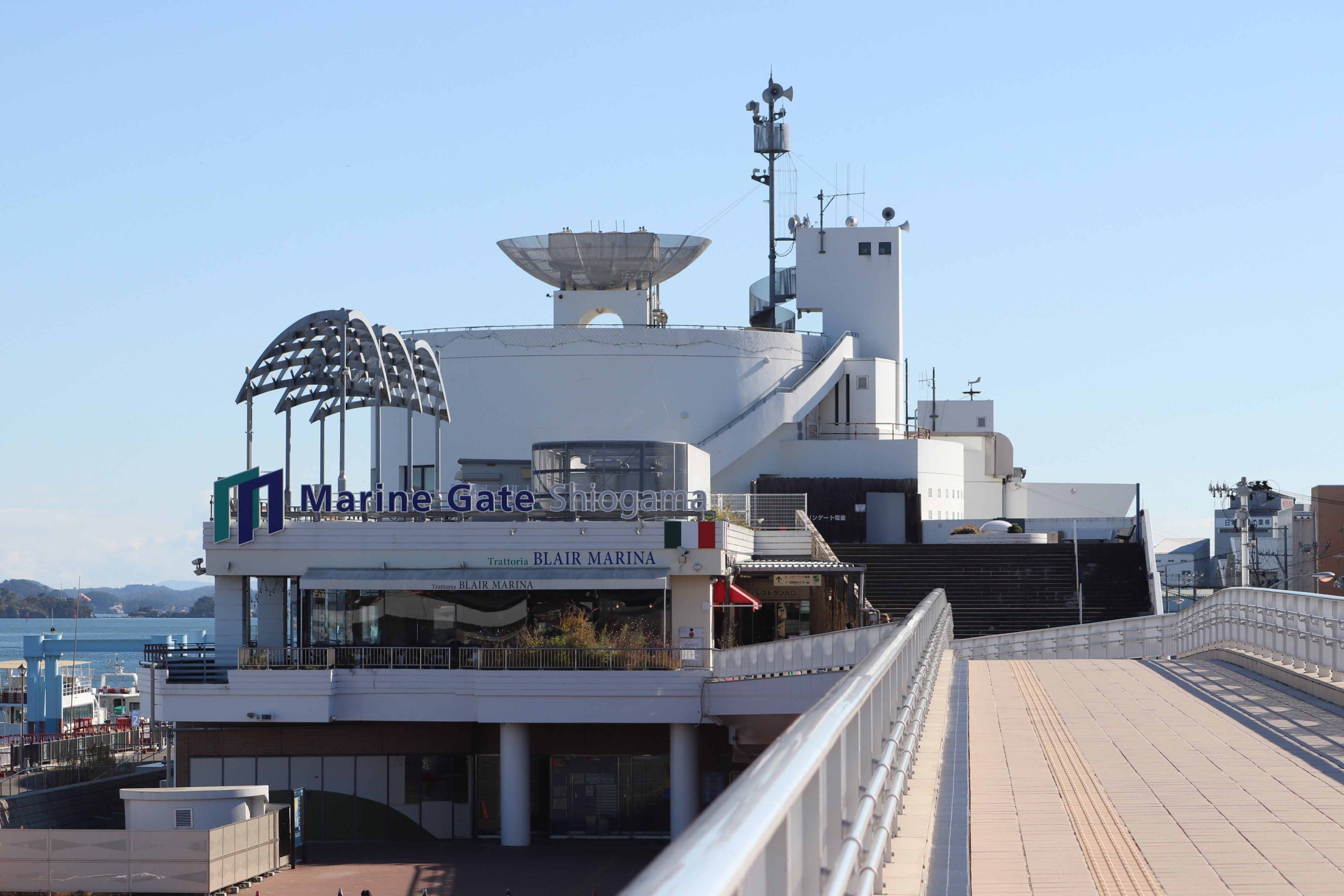
マリンゲート塩釜
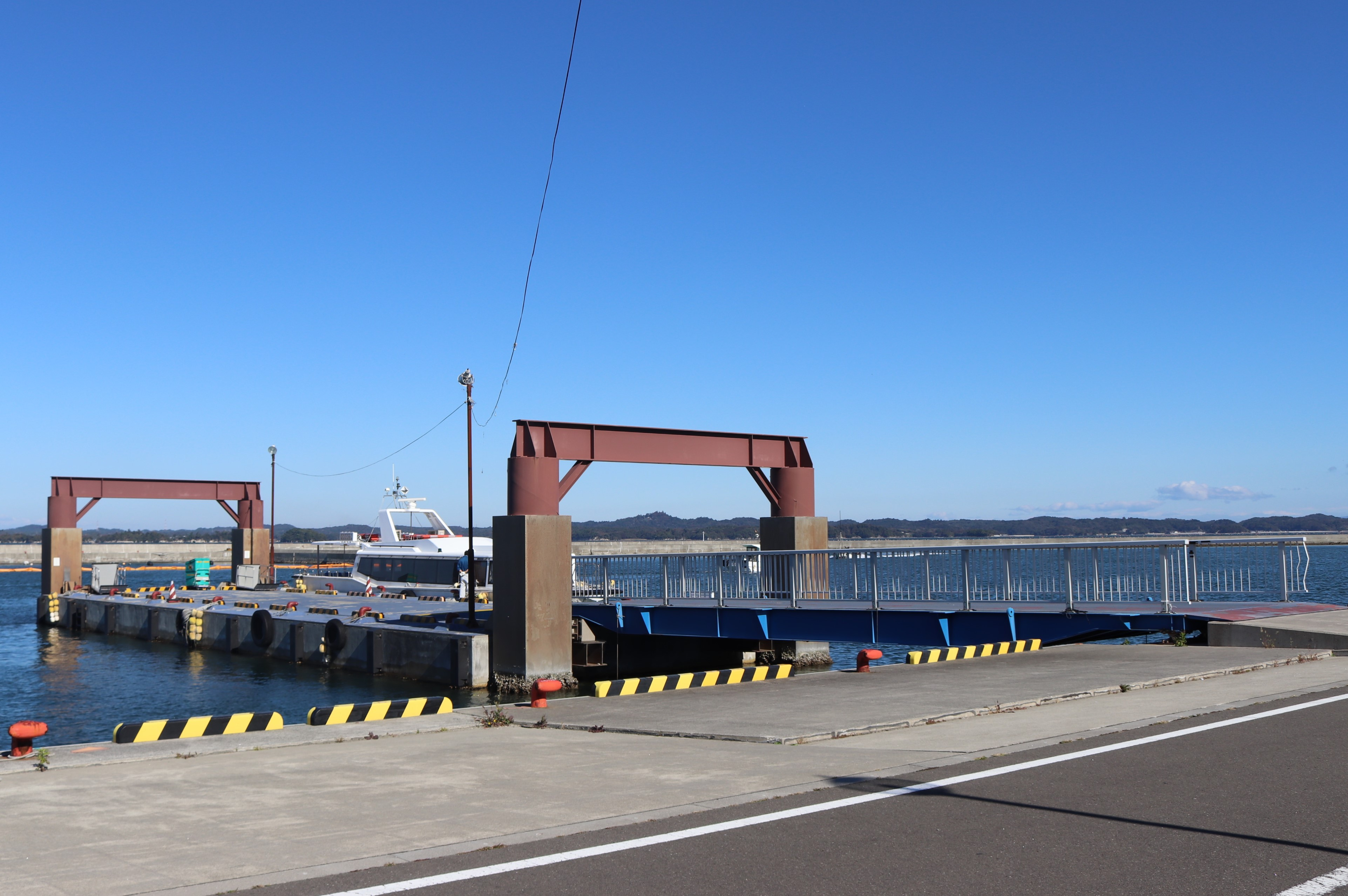
桂島桟橋
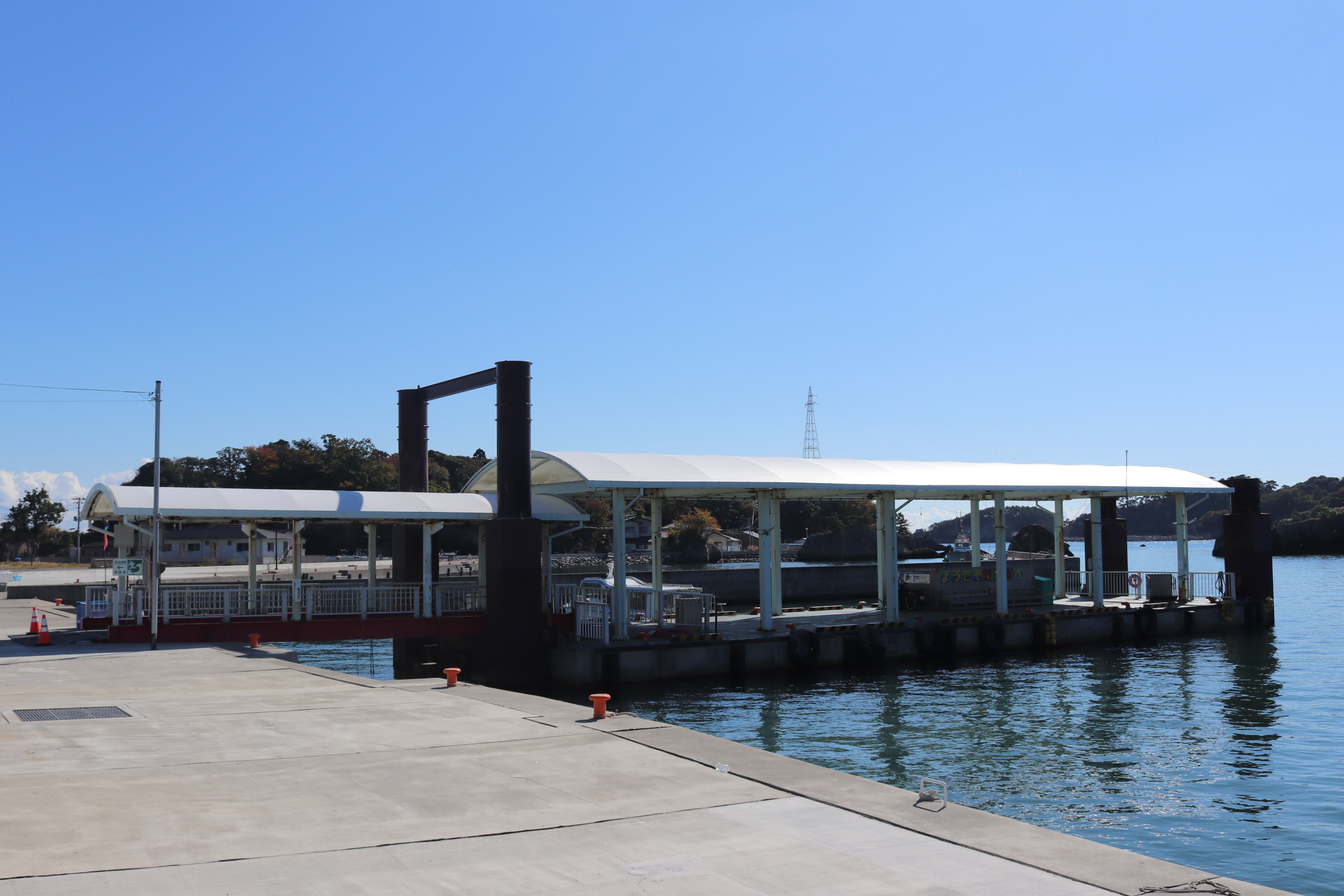
野々島桟橋
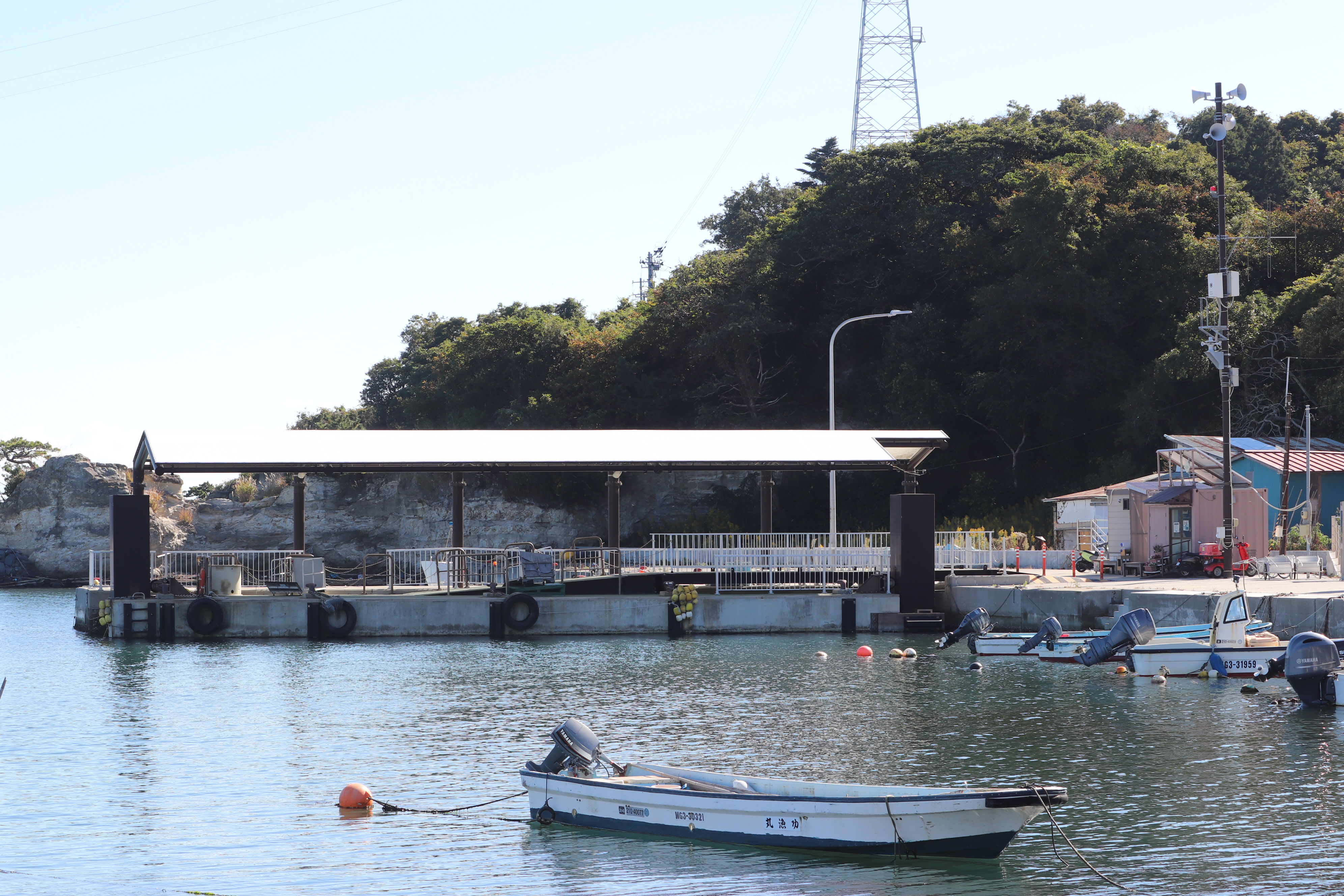
石浜桟橋
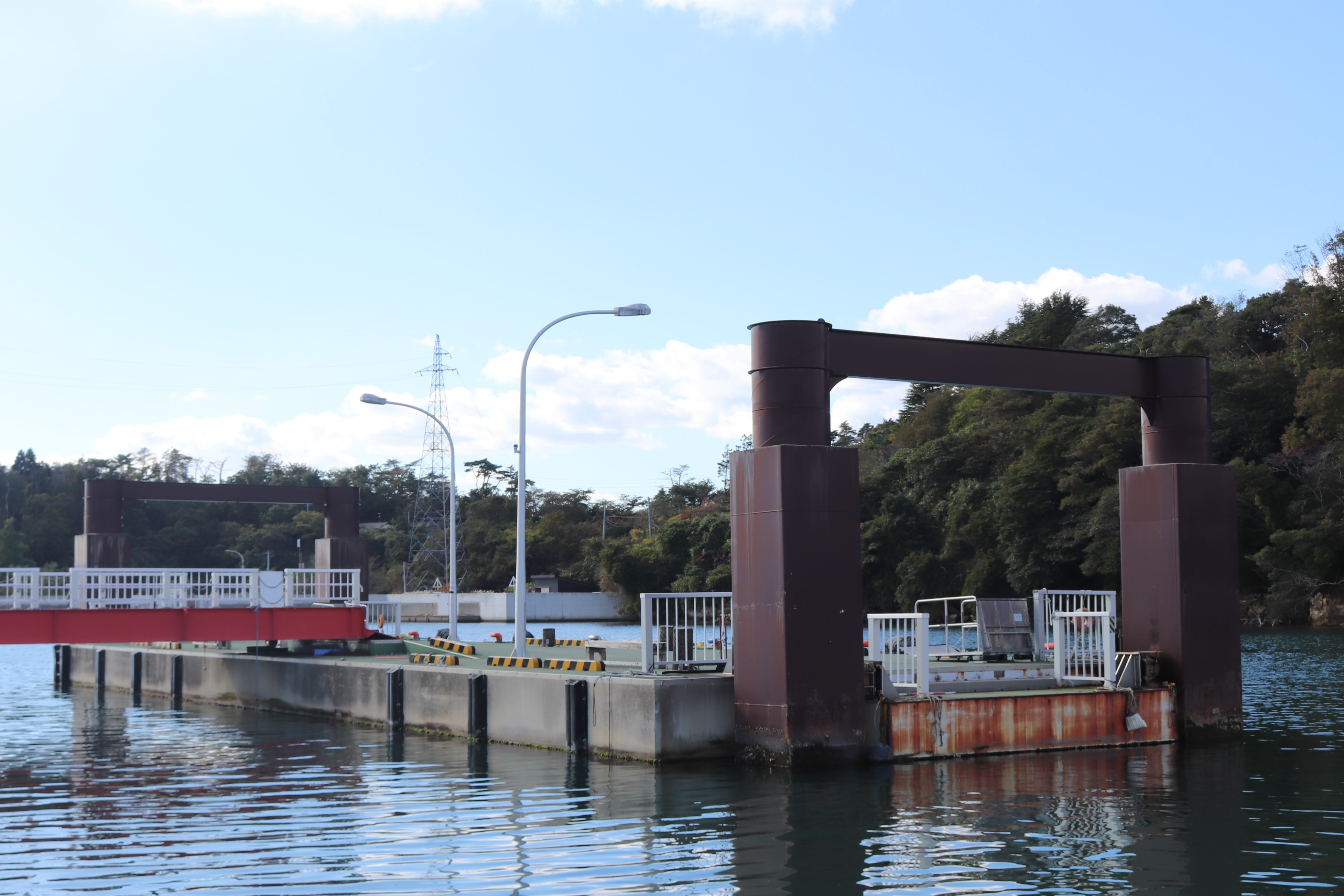
寒風沢桟橋
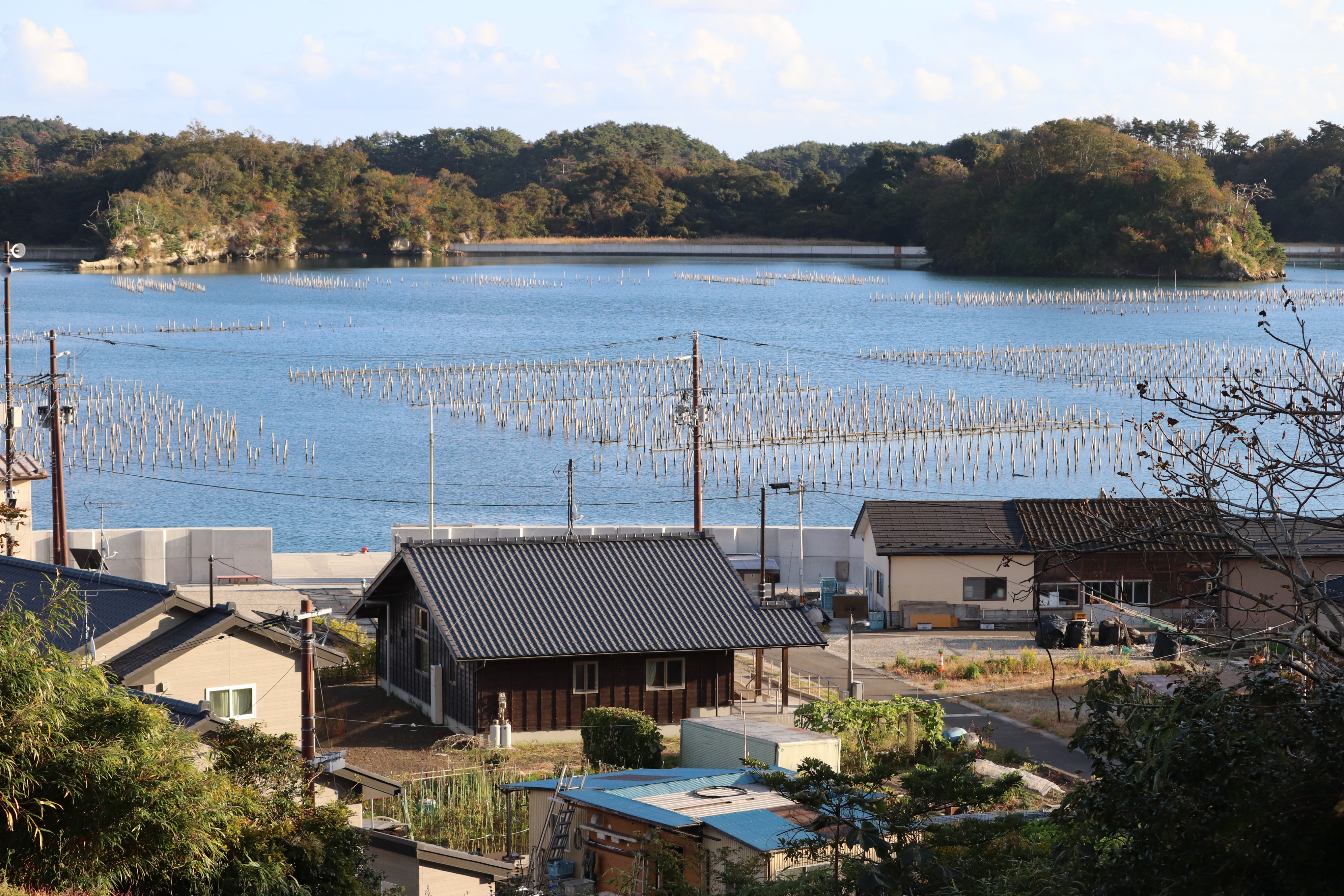
朴島桟橋

### かつての運航形態
市営汽船の誕生当初は、買収した船による各浜1船1航路の形態をとっていたものの、買収した船の老朽化により廃船が続出により維持は困難となった。このため、1945年（昭和20年）頃には以下の5航路に再編された。
- 東宮要害航路：「高砂丸」によって1日3回運航
- 代ヶ崎・吉田・花淵航路：「吉田丸」[注 5]によって1日3回運航
- 桂島・石浜・野々島航路：「千鳥丸」によって1日1回運航
- 寒風沢・朴島・宮戸航路：「大鷹森丸」によって1日1回運航
- 大代・蒲生・深沼（貞山堀航路）：「大代丸」によって1日1回運航

1950年（昭和25年）2月には1日4往復の代ヶ崎航路が新設され、同年4月にはさらに以下の5航路に整理された。
- 深沼 - 蒲生 - 大代 - 塩竈間
- 要害 - 東宮浜 - 塩竈間
- 花渕浜 - 代ヶ崎 - 塩竈間
- 寒風沢 - 野々島 - 石浜 - 桂島 - 塩竈間
- 宮戸 - 朴島 - 塩竈間

1950年（昭和25年）10月からは観光交通事業に参入し、松島不定期航路の免許を取得した。航路開設にあたり、松島湾内初の木造2階建・トイレ付旅客船の「すわん丸」が建造され、進水披露には関係者300人が出席した。
1951年（昭和26年）10月には1日9往復の馬放島季節航路が開設された。7月から9月にかけて宮城県教育委員会と連携し高校生や教師の「海の友会」や「ラジオ学校」の客を輸送したほか、「すわん丸」を主船として馬放海水浴場への客も輸送した。多い時には1日で1,000人、シーズン中には約4万人が利用したが、1957年（昭和32年）頃に運航は終了した。
1952年（昭和27年）5月には東海汽船より「さつき丸」をチャーターし、金華山航路を開設した。3日に1回のペースで約3時間かけて運航され、船内には客へのサービスとしてパチンコ台を設置していた。運航期間中には「さつき丸」が故障し、急遽カツオ漁船を借りて団体客を輸送したこともあった。同航路はこの年の秋に廃止となった。
1955年（昭和30年）8月には松島定期航路の開設が認可され、本格的な観光船の運航が開始された。1960年（昭和35年）から1965年（昭和40年）にかけては松島湾内の遊覧船の運航会社間での激しい競争が行われており、切符売場を本塩釜駅まで進出させ客を奪い合っていた。市営汽船では修学旅行生をターゲットにするため誘致を行っており、船長も自ら宮城県内の100校近い小学校へ宣伝を行った。白石市立白石第一小学校・白石市立白石第二小学校・村田町立村田小学校・丸森町立丸森小学校などは当時の得意客で、毎年こけしを手土産として「すわん丸」に乗船していた。同航路は1968年（昭和43年）4月に廃止された。
1992年（平成8年）には朴島 - 宮戸間が廃止となり、以降は現在のように浦戸諸島のみを巡る航路となった。

### 運航形態の変遷
- 1944年（昭和19年）8月20日 - 市営汽船が発足。買収した船による各浜1船1航路の形態をとっていた[26]。
- 1945年（昭和20年）頃 - 船舶の老朽化に伴い、5航路に再編される[26]。
- 1950年（昭和25年）
  - 2月 - 代ヶ崎航路（1日4往復）が開設される[1]。
  - 4月 - 再び5航路に再編される[1]。
  - 10月 - 松島不定期航路の免許を取得し、遊覧船の運航を開始[1]。
- 1951年（昭和26年）
  - 10月 - 馬放島季節航路（1日9往復）が開設される[1]。
  - 11月 - 寒風沢航路が開設される[1]。
- 1952年（昭和27年）
  - 5月 - 金華山航路が開設される[1]。
  - 秋 - 金華山航路が廃止される[1]。
- 1955年（昭和30年）
  - 8月 - 松島定期航路が開設される[1]。
  - 12月 - 要害航路が廃止される[1]。
- 1957年（昭和32年） - 馬放島季節航路が廃止される[31]。
- 1968年（昭和43年）4月 - 松島定期航路が廃止される。これにより市営汽船は観光事業から撤退する[1]。
- 1992年（平成4年）7月1日 - 宮戸 - 朴島間が廃止となる[1]。

## 運航経路
航路の運航にあたっては、常用基準経路（常用航路）・第2基準経路・第3基準経路の3経路が存在し、以下の使用基準に基づき経路が選択されている。その他、直行便である上り第8便は他の便と経路が異なる。
| 名称          | 名称             | 使用基準 | 経路                                                  |
| ------------- | ---------------- | --- | ----------------------------------------------------- |
| 常用基準経路  | 常用基準経路     | - 通年 | 塩釜港 - 青葉航路 - 駒島航路 - 浦戸諸島               |
| 第2基準経路   | 干潮時           | - 潮位の基準水面がマイナス80センチメートルを超えるとき - 陰田島、水島周辺海域の波高が1.2メートルを越えるとき                                 | 塩釜港 - 高遠島 - 石浜崎 - 桂島                       |

運航経路図（2022年4月1日時点）

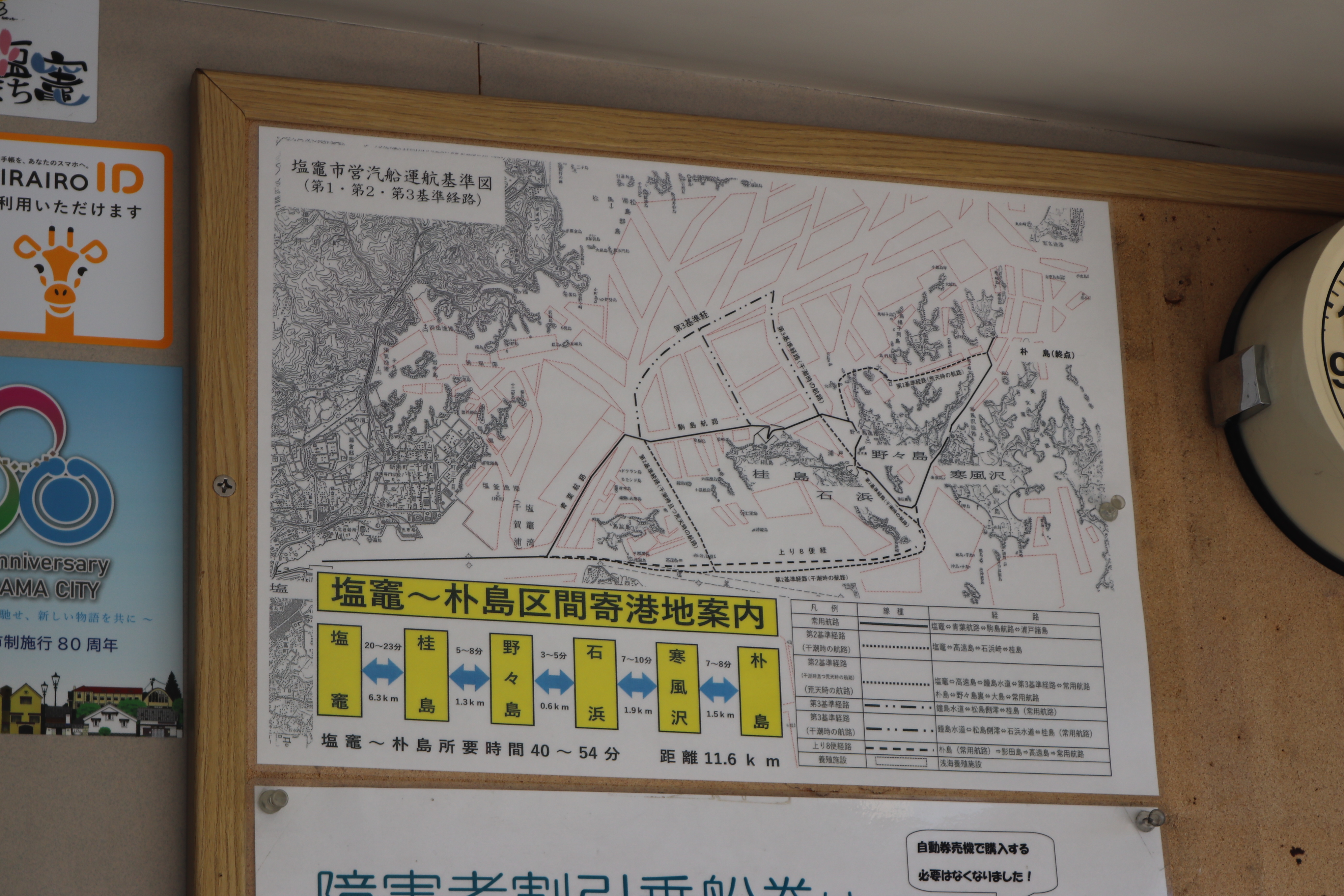
塩竈市営汽船の船内に掲示されている運航基準図

| 第2基準経路   | 荒天時           | - 潮位の基準水面がマイナス80センチメートルを超えるとき - 陰田島、水島周辺海域の波高が1.2メートルを越えるとき                                 | 塩釜港 - 高遠島 - 鐘島水道 - 第3基準経路 - 常用経路   |
| 第2基準経路   | 干潮時かつ荒天時 | - 潮位の基準水面がマイナス80センチメートルを超えるとき - 陰田島、水島周辺海域の波高が1.2メートルを越えるとき                                 | 朴島 - 野々島裏 - 大島 - 常用基準経路                 |
| 第3基準経路   | 平常時           | - 常用基準経路を安全に航行できないとき - 水島周辺海域の波高が1.2mを越えるとき - 潮位の基準水面がマイナス50㎝を超えるときは、石浜水道側を航行 | 鐘島水道 - 松島側澪 - 桂島（常用基準経路）            |
| 第3基準経路   | 干潮時           | - 常用基準経路を安全に航行できないとき - 水島周辺海域の波高が1.2mを越えるとき - 潮位の基準水面がマイナス50㎝を超えるときは、石浜水道側を航行 | 鐘島水道 - 松島側澪 - 石浜水道 - 桂島（常用基準経路） |
| 上り第8便経路 | 上り第8便経路    | 上り第8便経路 | 朴島（常用基準経路） - 影田島 - 高遠島 - 常用基準経路 |

### 駒島航路
常用基準経路のうち、桂島の北西部を通る航路は駒島航路と呼ばれている。東日本大震災の際には土砂や障害物などが流入したことで水深が浅くなり、航路浚渫をしなければ航行は不可能な状況になった。このため、暫くは駒島航路を経由しない迂回航路が利用されており、塩竈から出航すると左へ曲がり大回りで桂島や野々島へ向かっていた。
2012年（平成24年）6月以降、駒島航路の復旧に向け港湾管理者である宮城県と塩竈市との間で協議が重ねられ、復旧工事は塩竈市の事業として実施し、県へその事業を委託するという形で同年12月に予算措置が行われた。しかし、その後国などから「災害復旧工事の場合は港湾法に基づく管理者が事業を行うべき」との指導があり、県事業として復旧工事が実施されることになった。この浚渫で得られた土砂は浦戸諸島の漁港施設の整備や地盤の嵩上げなどに活用することが検討された。
2013年（平成25年）6月1日からは駒島航路の運航が再開され、これにより塩釜港から桂島の間の所要時間が5分短縮されることになった。

### 青葉航路
馬放島の西方から北方にかけての航路は青葉航路と呼ばれている。東西を海苔の養殖漁場区画に囲まれており、くの字型に屈曲した長さ約1,500メートル、幅約35メートルの航路で、青葉水路や青葉澪とも称される。2009年（平成21年）当時は同航路の南から北にかけて灯標が6基設置されているほか、漁場区画と航路の境界には海苔網の竹竿が約20メートル間隔で設置されていた。
2009年（平成9年）9月1日には、青葉航路を航行し桂島へ向かっていた市営汽船のしおじと、FRP製モーターボートである有幸丸が衝突する事故（旅客船しおじモーターボート有幸丸衝突事件）が発生した。

## 乗船方法

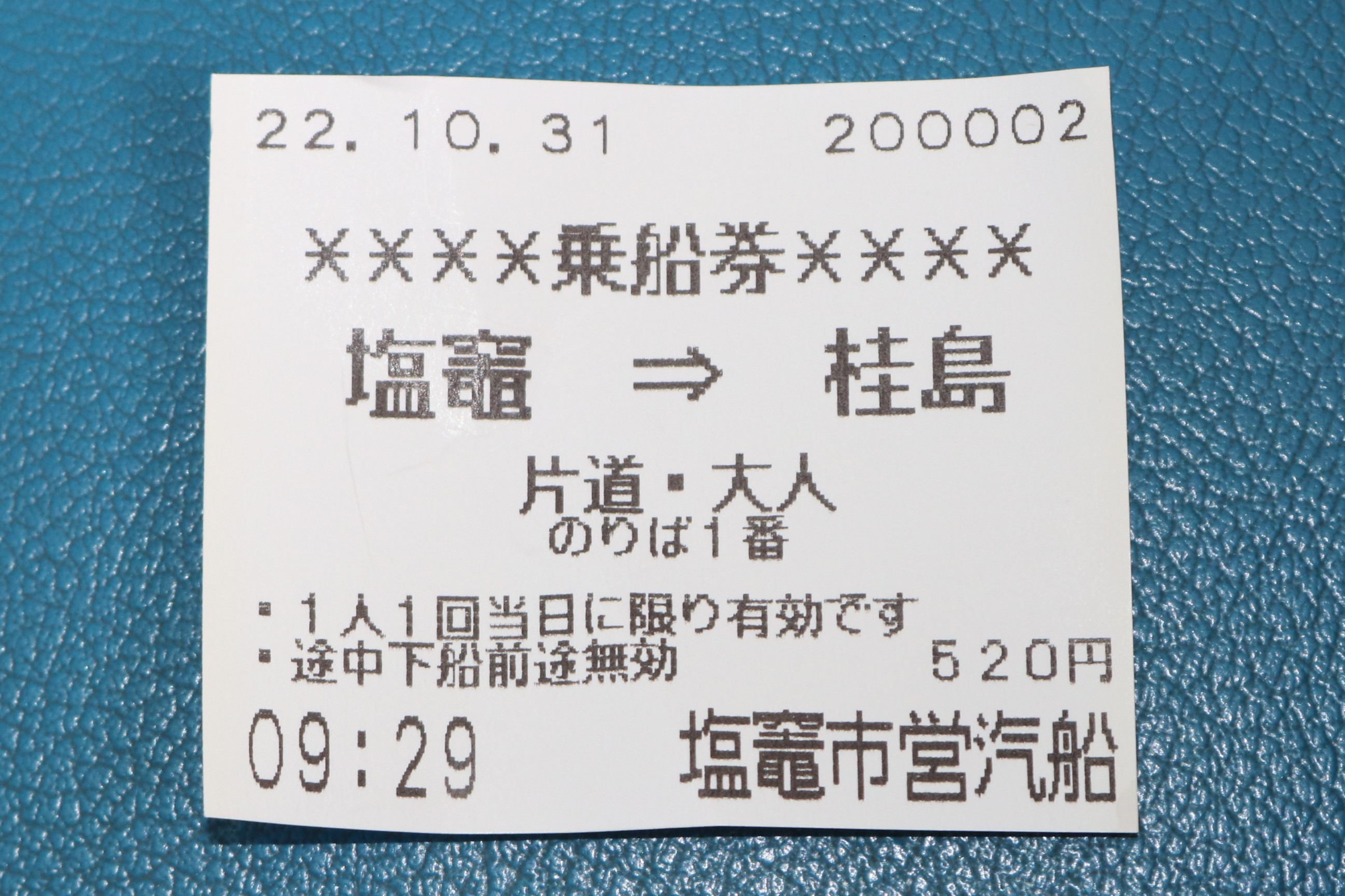
塩竈市営汽船の乗船券

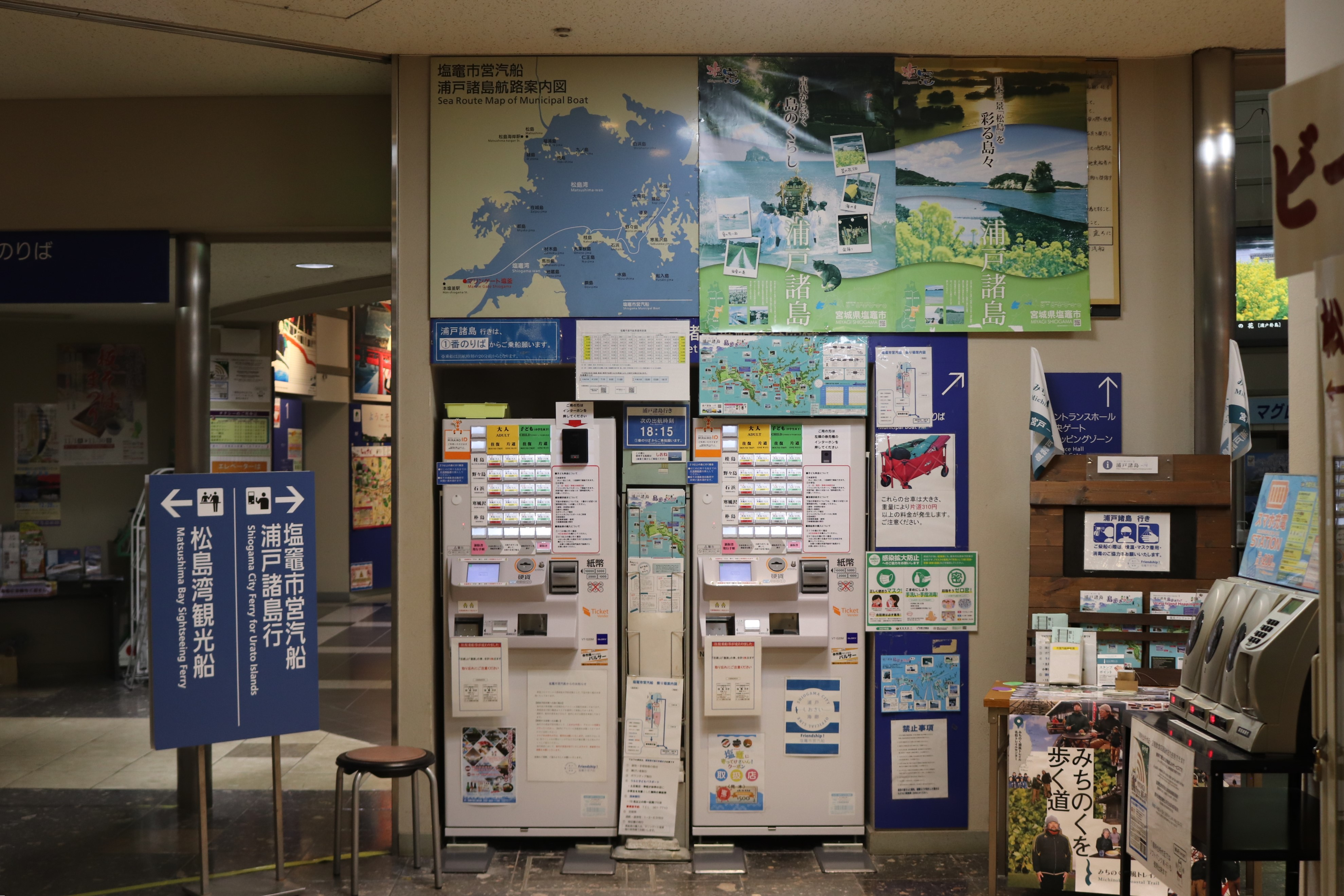
マリンゲート塩釜にある自動券売機

マリンゲート塩釜から乗船する場合、1階の自動券売機にて乗船券を購入し「桟橋1番のりば」から乗船する。通常の乗船券のほか、うらと子どもパスポート・団体割引料金・島発往復運賃・障がい者割引運賃・ボランティア割引といった各種割引が存在する。また、大型貨物の乗船については別途貨物料金が必要となる。

### うらと子どもパスポート
全国の小学生以下の子供を対象として、塩竈市が市営汽船の運賃を助成する「うらと子どもパスポート」が存在する。利用できる日は土日祝日および夏休みなどの学校の休学日で、これを利用すると交付された本人が1往復のみ無料で乗船できる。仙台都市圏広域行政推進協議会が学校週5日制の完全導入を機に開始した「どこでもパスポート」の活動としての事業であり、学校の名札を提示するほか、「どこでもパスポート」を見せることでも利用が可能である。
塩竈市内の小学生に浦戸諸島を訪れてもらうことを目的として2006年（平成18年）7月より事業を開始し、初年度は市内の小学生の4分の1を上回る873人の児童が利用した。子供全体の乗船者数も前年度と比較して2％の増加がみられた。翌年4月からは対象を宮城県内の小学生に、2009年度（平成21年度）には全国の小学生に拡大した。

## 利用状況
2023年（令和5年）の年間乗降人員は定期外が77,566人、定期券を含めた人数が126,342人である。浦戸諸島全体の人口減少により利用者数は減少傾向にあり、2020年（令和2年）以降は震災復興事業の終了よる工事業者の利用減や新型コロナウイルス感染症の影響もあり、利用者がさらに減少している。市営汽船の利用者に占める観光客の割合は、東日本大震災後の桂島海水浴場の復旧によって増加していたものの、2020年（令和2年）の新型コロナウイルス感染症の影響により、2022年（令和4年）まで減少が続いた。
2004年（平成16年）以降の推移は以下の通りである。なお、2011年（平成23年）の震災直後は島民と観光客の区別が出来なかった時期が存在する。
| 年間乗降人員       | 年間乗降人員       | 年間乗降人員 | 年間乗降人員 | 年間乗降人員    | 月間乗降人員    | 出典          |
| 年月               | 年月               | 定期外       | 定期外       | 定期を含む 総計 | 定期を含む 総計 | 出典          |
| 年月               | 年月               | 総計         | (うち観光客) | 定期を含む 総計 | 定期を含む 総計 | 出典          |
| ------------------ | ------------------ | ------------ | ------------ | --------------- | --------------- | ------------- |
| 2004年（平成16年） | 2004年（平成16年） | 140,494.0    | 75,689.0     | -               | -               | [ 市統計 2 ]  |
| 2005年（平成17年） | 2005年（平成17年） | 136,253.0    | 69,275.0     | -               | -               | [ 市統計 2 ]  |
| 2006年（平成18年） | 2006年（平成18年） | 126,112.0    | 55,341.0     | -               | -               | [ 市統計 2 ]  |
| 2007年（平成19年） | 2007年（平成19年） | 131,105.0    | 52,934.0     | -               | -               | [ 市統計 2 ]  |
| 2008年（平成20年） | 2008年（平成20年） | 126,180.0    | 52,132.0     | -               | -               | [ 市統計 2 ]  |
| 2009年（平成21年） | 2009年（平成21年） | 125,099.0    | 54,908.0     | -               | -               | [ 市統計 2 ]  |
| 2010年（平成22年） | 1月                | 120,387.0    | 50,085.0     | 179,787.0       | 12,270.0        | [ 市統計 2 ]  |
| 2010年（平成22年） | 2月                | 120,387.0    | 50,085.0     | 179,787.0       | 9,653.0         | [ 市統計 2 ]  |
| 2010年（平成22年） | 3月                | 120,387.0    | 50,085.0     | 179,787.0       | 11,904.0        | [ 市統計 2 ]  |
| 2010年（平成22年） | 4月                | 120,387.0    | 50,085.0     | 179,787.0       | 22,060.0        | [ 市統計 2 ]  |
| 2010年（平成22年） | 5月                | 120,387.0    | 50,085.0     | 179,787.0       | 15,877.0        | [ 市統計 2 ]  |
| 2010年（平成22年） | 6月                | 120,387.0    | 50,085.0     | 179,787.0       | 10,922.0        | [ 市統計 2 ]  |
| 2010年（平成22年） | 7月                | 120,387.0    | 50,085.0     | 179,787.0       | 16,569.0        | [ 市統計 2 ]  |
| 2010年（平成22年） | 8月                | 120,387.0    | 50,085.0     | 179,787.0       | 22,151.0        | [ 市統計 2 ]  |
| 2010年（平成22年） | 9月                | 120,387.0    | 50,085.0     | 179,787.0       | 14,524.0        | [ 市統計 2 ]  |
| 2010年（平成22年） | 10月               | 120,387.0    | 50,085.0     | 179,787.0       | 21,886.0        | [ 市統計 2 ]  |
| 2010年（平成22年） | 11月               | 120,387.0    | 50,085.0     | 179,787.0       | 11,877.0        | [ 市統計 2 ]  |
| 2010年（平成22年） | 12月               | 120,387.0    | 50,085.0     | 179,787.0       | 10,094.0        | [ 市統計 2 ]  |
| 2011年（平成23年） | 1月                | 104,757.0    | 60,779.0     | 142,352.0       | 11,516.0        | [ 市統計 3 ]  |
| 2011年（平成23年） | 2月                | 104,757.0    | 60,779.0     | 142,352.0       | 8,745.0         | [ 市統計 3 ]  |
| 2011年（平成23年） | 3月                | 104,757.0    | 60,779.0     | 142,352.0       | 5,157.0         | [ 市統計 3 ]  |
| 2011年（平成23年） | 4月                | 104,757.0    | 60,779.0     | 142,352.0       | 8,960.0         | [ 市統計 3 ]  |
| 2011年（平成23年） | 5月                | 104,757.0    | 60,779.0     | 142,352.0       | 13,402.0        | [ 市統計 3 ]  |
| 2011年（平成23年） | 6月                | 104,757.0    | 60,779.0     | 142,352.0       | 15,632.0        | [ 市統計 3 ]  |
| 2011年（平成23年） | 7月                | 104,757.0    | 60,779.0     | 142,352.0       | 11,919.0        | [ 市統計 3 ]  |
| 2011年（平成23年） | 8月                | 104,757.0    | 60,779.0     | 142,352.0       | 13,332.0        | [ 市統計 3 ]  |
| 2011年（平成23年） | 9月                | 104,757.0    | 60,779.0     | 142,352.0       | 12,005.0        | [ 市統計 3 ]  |
| 2011年（平成23年） | 10月               | 104,757.0    | 60,779.0     | 142,352.0       | 15,619.0        | [ 市統計 3 ]  |
| 2011年（平成23年） | 11月               | 104,757.0    | 60,779.0     | 142,352.0       | 13,517.0        | [ 市統計 3 ]  |
| 2011年（平成23年） | 12月               | 104,757.0    | 60,779.0     | 142,352.0       | 12,551.0        | [ 市統計 3 ]  |
| 2012年（平成24年） | 1月                | 117,864.0    | 53,353.0     | 117,864.0       | 7,719.0         | [ 市統計 4 ]  |
| 2012年（平成24年） | 2月                | 117,864.0    | 53,353.0     | 117,864.0       | 7,883.0         | [ 市統計 4 ]  |
| 2012年（平成24年） | 3月                | 117,864.0    | 53,353.0     | 117,864.0       | 10,707.0        | [ 市統計 4 ]  |
| 2012年（平成24年） | 4月                | 117,864.0    | 53,353.0     | 117,864.0       | 8,654.0         | [ 市統計 4 ]  |
| 2012年（平成24年） | 5月                | 117,864.0    | 53,353.0     | 117,864.0       | 9,997.0         | [ 市統計 4 ]  |
| 2012年（平成24年） | 6月                | 117,864.0    | 53,353.0     | 117,864.0       | 9,180.0         | [ 市統計 4 ]  |
| 2012年（平成24年） | 7月                | 117,864.0    | 53,353.0     | 117,864.0       | 10,221.0        | [ 市統計 4 ]  |
| 2012年（平成24年） | 8月                | 117,864.0    | 53,353.0     | 117,864.0       | 14,875.0        | [ 市統計 4 ]  |
| 2012年（平成24年） | 9月                | 117,864.0    | 53,353.0     | 117,864.0       | 12,388.0        | [ 市統計 4 ]  |
| 2012年（平成24年） | 10月               | 117,864.0    | 53,353.0     | 117,864.0       | 9,606.0         | [ 市統計 4 ]  |
| 2012年（平成24年） | 11月               | 117,864.0    | 53,353.0     | 117,864.0       | 9,007.0         | [ 市統計 4 ]  |
| 2012年（平成24年） | 12月               | 117,864.0    | 53,353.0     | 117,864.0       | 7,627.0         | [ 市統計 4 ]  |
| 2013年（平成25年） | 1月                | 110,566.0    | 50,583.5     | 110,566.0       | 6,691.5         | [ 市統計 5 ]  |
| 2013年（平成25年） | 2月                | 110,566.0    | 50,583.5     | 110,566.0       | 6,159.0         | [ 市統計 5 ]  |
| 2013年（平成25年） | 3月                | 110,566.0    | 50,583.5     | 110,566.0       | 8,768.0         | [ 市統計 5 ]  |
| 2013年（平成25年） | 4月                | 110,566.0    | 50,583.5     | 110,566.0       | 7,847.5         | [ 市統計 5 ]  |
| 2013年（平成25年） | 5月                | 110,566.0    | 50,583.5     | 110,566.0       | 11,010.0        | [ 市統計 5 ]  |
| 2013年（平成25年） | 6月                | 110,566.0    | 50,583.5     | 110,566.0       | 7,679.0         | [ 市統計 5 ]  |
| 2013年（平成25年） | 7月                | 110,566.0    | 50,583.5     | 110,566.0       | 9,149.0         | [ 市統計 5 ]  |
| 2013年（平成25年） | 8月                | 110,566.0    | 50,583.5     | 110,566.0       | 17,431.0        | [ 市統計 5 ]  |
| 2013年（平成25年） | 9月                | 110,566.0    | 50,583.5     | 110,566.0       | 10,570.5        | [ 市統計 5 ]  |
| 2013年（平成25年） | 10月               | 110,566.0    | 50,583.5     | 110,566.0       | 8,883.5         | [ 市統計 5 ]  |
| 2013年（平成25年） | 11月               | 110,566.0    | 50,583.5     | 110,566.0       | 9,086.5         | [ 市統計 5 ]  |
| 2013年（平成25年） | 12月               | 110,566.0    | 50,583.5     | 110,566.0       | 7,290.5         | [ 市統計 5 ]  |
| 2014年（平成26年） | 1月                | 116,848.0    | 57,106.0     | 116,847.5       | 6,670.0         | [ 市統計 6 ]  |
| 2014年（平成26年） | 2月                | 116,848.0    | 57,106.0     | 116,847.5       | 6,312.5         | [ 市統計 6 ]  |
| 2014年（平成26年） | 3月                | 116,848.0    | 57,106.0     | 116,847.5       | 8,219.0         | [ 市統計 6 ]  |
| 2014年（平成26年） | 4月                | 116,848.0    | 57,106.0     | 116,847.5       | 8,330.0         | [ 市統計 6 ]  |
| 2014年（平成26年） | 5月                | 116,848.0    | 57,106.0     | 116,847.5       | 10,250.5        | [ 市統計 6 ]  |
| 2014年（平成26年） | 6月                | 116,848.0    | 57,106.0     | 116,847.5       | 8,230.5         | [ 市統計 6 ]  |
| 2014年（平成26年） | 7月                | 116,848.0    | 57,106.0     | 116,847.5       | 11,153.5        | [ 市統計 6 ]  |
| 2014年（平成26年） | 8月                | 116,848.0    | 57,106.0     | 116,847.5       | 20,056.5        | [ 市統計 6 ]  |
| 2014年（平成26年） | 9月                | 116,848.0    | 57,106.0     | 116,847.5       | 10,884.0        | [ 市統計 6 ]  |
| 2014年（平成26年） | 10月               | 116,848.0    | 57,106.0     | 116,847.5       | 9,227.5         | [ 市統計 6 ]  |
| 2014年（平成26年） | 11月               | 116,848.0    | 57,106.0     | 116,847.5       | 9,675.0         | [ 市統計 6 ]  |
| 2014年（平成26年） | 12月               | 116,848.0    | 57,106.0     | 116,847.5       | 7,838.5         | [ 市統計 6 ]  |
| 2015年（平成27年） | 1月                | 132,845.0    | 72,693.0     | 132,844.5       | 7,619.5         | [ 市統計 7 ]  |
| 2015年（平成27年） | 2月                | 132,845.0    | 72,693.0     | 132,844.5       | 7,834.5         | [ 市統計 7 ]  |
| 2015年（平成27年） | 3月                | 132,845.0    | 72,693.0     | 132,844.5       | 10,523.5        | [ 市統計 7 ]  |
| 2015年（平成27年） | 4月                | 132,845.0    | 72,693.0     | 132,844.5       | 8,740.0         | [ 市統計 7 ]  |
| 2015年（平成27年） | 5月                | 132,845.0    | 72,693.0     | 132,844.5       | 10,743.5        | [ 市統計 7 ]  |
| 2015年（平成27年） | 6月                | 132,845.0    | 72,693.0     | 132,844.5       | 8,720.5         | [ 市統計 7 ]  |
| 2015年（平成27年） | 7月                | 132,845.0    | 72,693.0     | 132,844.5       | 14,415.0        | [ 市統計 7 ]  |
| 2015年（平成27年） | 8月                | 132,845.0    | 72,693.0     | 132,844.5       | 25,653.0        | [ 市統計 7 ]  |
| 2015年（平成27年） | 9月                | 132,845.0    | 72,693.0     | 132,844.5       | 10,641.0        | [ 市統計 7 ]  |
| 2015年（平成27年） | 10月               | 132,845.0    | 72,693.0     | 132,844.5       | 10,565.5        | [ 市統計 7 ]  |
| 2015年（平成27年） | 11月               | 132,845.0    | 72,693.0     | 132,844.5       | 8,478.5         | [ 市統計 7 ]  |
| 2015年（平成27年） | 12月               | 132,845.0    | 72,693.0     | 132,844.5       | 8,910.0         | [ 市統計 7 ]  |
| 2016年（平成28年） | 1月                | 118,457.0    | 64,007.0     | 171,457.0       | 8,889.0         | [ 市統計 8 ]  |
| 2016年（平成28年） | 2月                | 118,457.0    | 64,007.0     | 171,457.0       | 9,672.0         | [ 市統計 8 ]  |
| 2016年（平成28年） | 3月                | 118,457.0    | 64,007.0     | 171,457.0       | 12,650.0        | [ 市統計 8 ]  |
| 2016年（平成28年） | 4月                | 118,457.0    | 64,007.0     | 171,457.0       | 24,928.5        | [ 市統計 8 ]  |
| 2016年（平成28年） | 5月                | 118,457.0    | 64,007.0     | 171,457.0       | 11,753.0        | [ 市統計 8 ]  |
| 2016年（平成28年） | 6月                | 118,457.0    | 64,007.0     | 171,457.0       | 10,091.5        | [ 市統計 8 ]  |
| 2016年（平成28年） | 7月                | 118,457.0    | 64,007.0     | 171,457.0       | 14,611.5        | [ 市統計 8 ]  |
| 2016年（平成28年） | 8月                | 118,457.0    | 64,007.0     | 171,457.0       | 23,656.5        | [ 市統計 8 ]  |
| 2016年（平成28年） | 9月                | 118,457.0    | 64,007.0     | 171,457.0       | 11,956.5        | [ 市統計 8 ]  |
| 2016年（平成28年） | 10月               | 118,457.0    | 64,007.0     | 171,457.0       | 25,153.5        | [ 市統計 8 ]  |
| 2016年（平成28年） | 11月               | 118,457.0    | 64,007.0     | 171,457.0       | 9,637.0         | [ 市統計 8 ]  |
| 2016年（平成28年） | 12月               | 118,457.0    | 64,007.0     | 171,457.0       | 8,458.0         | [ 市統計 8 ]  |
| 2017年（平成29年） | 1月                | 110,719.0    | 55,537.0     | 162,818.5       | 7,555.0         | [ 市統計 9 ]  |
| 2017年（平成29年） | 2月                | 110,719.0    | 55,537.0     | 162,818.5       | 7,708.5         | [ 市統計 9 ]  |
| 2017年（平成29年） | 3月                | 110,719.0    | 55,537.0     | 162,818.5       | 12,465.0        | [ 市統計 9 ]  |
| 2017年（平成29年） | 4月                | 110,719.0    | 55,537.0     | 162,818.5       | 23,838.5        | [ 市統計 9 ]  |
| 2017年（平成29年） | 5月                | 110,719.0    | 55,537.0     | 162,818.5       | 13,006.0        | [ 市統計 9 ]  |
| 2017年（平成29年） | 6月                | 110,719.0    | 55,537.0     | 162,818.5       | 10,511.0        | [ 市統計 9 ]  |
| 2017年（平成29年） | 7月                | 110,719.0    | 55,537.0     | 162,818.5       | 13,582.0        | [ 市統計 9 ]  |
| 2017年（平成29年） | 8月                | 110,719.0    | 55,537.0     | 162,818.5       | 17,948.0        | [ 市統計 9 ]  |
| 2017年（平成29年） | 9月                | 110,719.0    | 55,537.0     | 162,818.5       | 13,697.0        | [ 市統計 9 ]  |
| 2017年（平成29年） | 10月               | 110,719.0    | 55,537.0     | 162,818.5       | 23,755.5        | [ 市統計 9 ]  |
| 2017年（平成29年） | 11月               | 110,719.0    | 55,537.0     | 162,818.5       | 10,438.0        | [ 市統計 9 ]  |
| 2017年（平成29年） | 12月               | 110,719.0    | 55,537.0     | 162,818.5       | 8,314.0         | [ 市統計 9 ]  |
| 2018年（平成30年） | 1月                | 104,065.0    | 50,254.0     | 155,816.0       | 7,431.5         | [ 市統計 10 ] |
| 2018年（平成30年） | 2月                | 104,065.0    | 50,254.0     | 155,816.0       | 7,048.0         | [ 市統計 10 ] |
| 2018年（平成30年） | 3月                | 104,065.0    | 50,254.0     | 155,816.0       | 12,470.5        | [ 市統計 10 ] |
| 2018年（平成30年） | 4月                | 104,065.0    | 50,254.0     | 155,816.0       | 26,580.0        | [ 市統計 10 ] |
| 2018年（平成30年） | 5月                | 104,065.0    | 50,254.0     | 155,816.0       | 10,227.0        | [ 市統計 10 ] |
| 2018年（平成30年） | 6月                | 104,065.0    | 50,254.0     | 155,816.0       | 8,621.5         | [ 市統計 10 ] |
| 2018年（平成30年） | 7月                | 104,065.0    | 50,254.0     | 155,816.0       | 11,640.5        | [ 市統計 10 ] |
| 2018年（平成30年） | 8月                | 104,065.0    | 50,254.0     | 155,816.0       | 17,283.0        | [ 市統計 10 ] |
| 2018年（平成30年） | 9月                | 104,065.0    | 50,254.0     | 155,816.0       | 12,067.5        | [ 市統計 10 ] |
| 2018年（平成30年） | 10月               | 104,065.0    | 50,254.0     | 155,816.0       | 25,778.0        | [ 市統計 10 ] |
| 2018年（平成30年） | 11月               | 104,065.0    | 50,254.0     | 155,816.0       | 8,841.0         | [ 市統計 10 ] |
| 2018年（平成30年） | 12月               | 104,065.0    | 50,254.0     | 155,816.0       | 7,827.5         | [ 市統計 10 ] |
| 2019年（令和元年） | 1月                | 101,369.0    | 47,011.0     | 150,918.5       | 6,775.0         | [ 市統計 11 ] |
| 2019年（令和元年） | 2月                | 101,369.0    | 47,011.0     | 150,918.5       | 6,421.5         | [ 市統計 11 ] |
| 2019年（令和元年） | 3月                | 101,369.0    | 47,011.0     | 150,918.5       | 11,363.0        | [ 市統計 11 ] |
| 2019年（令和元年） | 4月                | 101,369.0    | 47,011.0     | 150,918.5       | 26,023.0        | [ 市統計 11 ] |
| 2019年（令和元年） | 5月                | 101,369.0    | 47,011.0     | 150,918.5       | 10,645.0        | [ 市統計 11 ] |
| 2019年（令和元年） | 6月                | 101,369.0    | 47,011.0     | 150,918.5       | 7,560.5         | [ 市統計 11 ] |
| 2019年（令和元年） | 7月                | 101,369.0    | 47,011.0     | 150,918.5       | 9,272.5         | [ 市統計 11 ] |
| 2019年（令和元年） | 8月                | 101,369.0    | 47,011.0     | 150,918.5       | 16,730.0        | [ 市統計 11 ] |
| 2019年（令和元年） | 9月                | 101,369.0    | 47,011.0     | 150,918.5       | 24,931.0        | [ 市統計 11 ] |
| 2019年（令和元年） | 10月               | 101,369.0    | 47,011.0     | 150,918.5       | 12,912.5        | [ 市統計 11 ] |
| 2019年（令和元年） | 11月               | 101,369.0    | 47,011.0     | 150,918.5       | 9,014.5         | [ 市統計 11 ] |
| 2019年（令和元年） | 12月               | 101,369.0    | 47,011.0     | 150,918.5       | 9,270.0         | [ 市統計 11 ] |
| 2020年（令和2年）  | 1月                | 80,554.0     | 34,089.0     | 141,654.0       | 9,064.5         | [ 市統計 12 ] |
| 2020年（令和2年）  | 2月                | 80,554.0     | 34,089.0     | 141,654.0       | 8,379.0         | [ 市統計 12 ] |
| 2020年（令和2年）  | 3月                | 80,554.0     | 34,089.0     | 141,654.0       | 14,237.0        | [ 市統計 12 ] |
| 2020年（令和2年）  | 4月                | 80,554.0     | 34,089.0     | 141,654.0       | 20,340.5        | [ 市統計 12 ] |
| 2020年（令和2年）  | 5月                | 80,554.0     | 34,089.0     | 141,654.0       | 7,321.0         | [ 市統計 12 ] |
| 2020年（令和2年）  | 6月                | 80,554.0     | 34,089.0     | 141,654.0       | 7,847.0         | [ 市統計 12 ] |
| 2020年（令和2年）  | 7月                | 80,554.0     | 34,089.0     | 141,654.0       | 8,746.5         | [ 市統計 12 ] |
| 2020年（令和2年）  | 8月                | 80,554.0     | 34,089.0     | 141,654.0       | 10,806.0        | [ 市統計 12 ] |
| 2020年（令和2年）  | 9月                | 80,554.0     | 34,089.0     | 141,654.0       | 14,808.0        | [ 市統計 12 ] |
| 2020年（令和2年）  | 10月               | 80,554.0     | 34,089.0     | 141,654.0       | 21,301.0        | [ 市統計 12 ] |
| 2020年（令和2年）  | 11月               | 80,554.0     | 34,089.0     | 141,654.0       | 9,855.0         | [ 市統計 12 ] |
| 2020年（令和2年）  | 12月               | 80,554.0     | 34,089.0     | 141,654.0       | 8,948.5         | [ 市統計 12 ] |
| 2021年（令和3年）  | 1月                | 82,893.0     | 35,620.0     | 132,292.5       | 7,586.5         | [ 市統計 13 ] |
| 2021年（令和3年）  | 2月                | 82,893.0     | 35,620.0     | 132,292.5       | 7,465.5         | [ 市統計 13 ] |
| 2021年（令和3年）  | 3月                | 82,893.0     | 35,620.0     | 132,292.5       | 14,720.5        | [ 市統計 13 ] |
| 2021年（令和3年）  | 4月                | 82,893.0     | 35,620.0     | 132,292.5       | 19,871.0        | [ 市統計 13 ] |
| 2021年（令和3年）  | 5月                | 82,893.0     | 35,620.0     | 132,292.5       | 8,275.5         | [ 市統計 13 ] |
| 2021年（令和3年）  | 6月                | 82,893.0     | 35,620.0     | 132,292.5       | 7,316.0         | [ 市統計 13 ] |
| 2021年（令和3年）  | 7月                | 82,893.0     | 35,620.0     | 132,292.5       | 7,952.0         | [ 市統計 13 ] |
| 2021年（令和3年）  | 8月                | 82,893.0     | 35,620.0     | 132,292.5       | 8,368.5         | [ 市統計 13 ] |
| 2021年（令和3年）  | 9月                | 82,893.0     | 35,620.0     | 132,292.5       | 15,010.5        | [ 市統計 13 ] |
| 2021年（令和3年）  | 10月               | 82,893.0     | 35,620.0     | 132,292.5       | 20,070.0        | [ 市統計 13 ] |
| 2021年（令和3年）  | 11月               | 82,893.0     | 35,620.0     | 132,292.5       | 8,285.5         | [ 市統計 13 ] |
| 2021年（令和3年）  | 12月               | 82,893.0     | 35,620.0     | 132,292.5       | 7,371.0         | [ 市統計 13 ] |
| 2022年（令和4年）  | 1月                | 77,601.0     | 32,554.0     | 124,966.5       | 6,063.0         | [ 市統計 14 ] |
| 2022年（令和4年）  | 2月                | 77,601.0     | 32,554.0     | 124,966.5       | 5,789.5         | [ 市統計 14 ] |
| 2022年（令和4年）  | 3月                | 77,601.0     | 32,554.0     | 124,966.5       | 13,145.5        | [ 市統計 14 ] |
| 2022年（令和4年）  | 4月                | 77,601.0     | 32,554.0     | 124,966.5       | 19,537.5        | [ 市統計 14 ] |
| 2022年（令和4年）  | 5月                | 77,601.0     | 32,554.0     | 124,966.5       | 8,461.5         | [ 市統計 14 ] |
| 2022年（令和4年）  | 6月                | 77,601.0     | 32,554.0     | 124,966.5       | 6,400.0         | [ 市統計 14 ] |
| 2022年（令和4年）  | 7月                | 77,601.0     | 32,554.0     | 124,966.5       | 7,750.5         | [ 市統計 14 ] |
| 2022年（令和4年）  | 8月                | 77,601.0     | 32,554.0     | 124,966.5       | 9,883.5         | [ 市統計 14 ] |
| 2022年（令和4年）  | 9月                | 77,601.0     | 32,554.0     | 124,966.5       | 15,436.0        | [ 市統計 14 ] |
| 2022年（令和4年）  | 10月               | 77,601.0     | 32,554.0     | 124,966.5       | 18,138.0        | [ 市統計 14 ] |
| 2022年（令和4年）  | 11月               | 77,601.0     | 32,554.0     | 124,966.5       | 7,615.0         | [ 市統計 14 ] |
| 2022年（令和4年）  | 12月               | 77,601.0     | 32,554.0     | 124,966.5       | 6,746.5         | [ 市統計 14 ] |
| 2023年（令和5年）  | 1月                | 77,566.0     | 35,552.0     | 126,342.0       | 5,933.0         | [ 市統計 1 ]  |
| 2023年（令和5年）  | 2月                | 77,566.0     | 35,552.0     | 126,342.0       | 5,703.5         | [ 市統計 1 ]  |
| 2023年（令和5年）  | 3月                | 77,566.0     | 35,552.0     | 126,342.0       | 13,793.5        | [ 市統計 1 ]  |
| 2023年（令和5年）  | 4月                | 77,566.0     | 35,552.0     | 126,342.0       | 19,105.0        | [ 市統計 1 ]  |
| 2023年（令和5年）  | 5月                | 77,566.0     | 35,552.0     | 126,342.0       | 8,749.5         | [ 市統計 1 ]  |
| 2023年（令和5年）  | 6月                | 77,566.0     | 35,552.0     | 126,342.0       | 6,739.0         | [ 市統計 1 ]  |
| 2023年（令和5年）  | 7月                | 77,566.0     | 35,552.0     | 126,342.0       | 9,037.5         | [ 市統計 1 ]  |
| 2023年（令和5年）  | 8月                | 77,566.0     | 35,552.0     | 126,342.0       | 10,556.0        | [ 市統計 1 ]  |
| 2023年（令和5年）  | 9月                | 77,566.0     | 35,552.0     | 126,342.0       | 14,756.5        | [ 市統計 1 ]  |
| 2023年（令和5年）  | 10月               | 77,566.0     | 35,552.0     | 126,342.0       | 17,622.0        | [ 市統計 1 ]  |
| 2023年（令和5年）  | 11月               | 77,566.0     | 35,552.0     | 126,342.0       | 7,996.0         | [ 市統計 1 ]  |
| 2023年（令和5年）  | 12月               | 77,566.0     | 35,552.0     | 126,342.0       | 6,350.5         | [ 市統計 1 ]  |

## 船舶
2025年（令和7年）現在、塩竈市営汽船では「うらと」「しおね」「しおじ」の3隻を保有・運航している。歴代の市営汽船の船舶は以下の通りである。
| 船名        | 船質     | 総トン数     | 機関             | 馬力       | 旅客定員 | 進水年  | 就航年  | 廃止年  | 建造所               | 備考                                      |
| ----------- | -------- | ------------ | ---------------- | ---------- | -------- | ------- | ------- | ------- | -------------------- | ----------------------------------------- |
| しおね      | FRP      | 19.00        | ディーゼル       | 575        | 97       | 2018.3  | 2018.4  | -       | ニュージャパンマリン |                                           |
| うらと      | FRP      | 19.00        | ディーゼル       | 529        | 89       | 2006.2  | 2006.3  | -       | ニュージャパンマリン |                                           |
| しおじ      | 高張力鋼 | 64.00        | ディーゼル       | 420        | 260      | 1989.3  | 1989.3  | -       | 墨田川造船           |                                           |
| みしお      | 高張力鋼 | 77.00        | ディーゼル       | 550        | 260      | 1996.3  | 1996.3  | 2018.3  | 横浜ヨット           |                                           |
| うらと丸    | ?        | ?            | ?                | ?          | ?        | ?       | 1981.2  | 2006.3  | 三陸造船鉄工         |                                           |
| うらしお    | ?        | ?            | ?                | ?          | ?        | ?       | 1974.3  | 1996.3  | 三陸造船鉄工         |                                           |
| すわん丸    | 鉄鋼     | ?            | ?                | ?          | ?        | ?       | 1971.3  | 1989.1  | 三陸造船鉄工         | 2代目の船であり、初代のすわん丸とは別の船 |
| 第2うらと丸 | 鉄鋼     | ?            | ?                | ?          | ?        | ?       | 1970    | 1981.3  | ?                    |                                           |
| みさご丸    | 木造     | 19.48        | ディーゼル       | 60         | 84       | 1966.3  | 1966.3  | 1980.11 | 鈴木造船所           |                                           |
| すわん丸    | 木造     | 49.63 ⇒47.17 | ディーゼル       | 75         | 211      | 1950.10 | 1950.10 | 1971.4  | ?                    | 初代の船であり、2代目のすわん丸とは別の船 |
| 塩風丸      | 木造     | 17.94        | ディーゼル       | 45         | 44       | 1949.6  | 1949.6  | 1970.3  | ?                    |                                           |
| 浦戸丸      | 木造     | 25.22        | 焼玉 ⇒ディーゼル | 40 ⇒60     | 111      | 1948.5  | 1948.5  | 1970.2  | ?                    |                                           |
| 八潮        | ?        | ?            | ?                | ?          | ?        | ?       | ?       | 1969.3  | ?                    |                                           |
| かもめ丸    | 木造     | 13.92        | ディーゼル       | 25         | 40 ⇒52   | 1951.3  | 1952.5  | 1968.4  | ?                    | 1952年（昭和27年）5月に購入               |
| 第2すわん丸 | 木造     | 59.34        | ディーゼル       | 90         | 200      | 1959.3  | ?       | ?       | ?                    |                                           |
| 白鷹        | ?        | 7.32         | 電着機関         | ?          | 31       | 1946.6  | 1950.6  | ?       | ?                    |                                           |
| 賛栄丸      | ?        | ?            | ?                | ?          | ?        | ?       | 1946.9  | ?       | ?                    | 1946年（昭和21年）9月に購入               |
| 大鷹森丸    | 木造     | 11.36 ⇒14.83 | 焼玉             | 15 ⇒20     | 34       | 1926.12 | 1944.8  | ?       | ?                    | 市営汽船発足時に買収された船舶            |
| 寒風沢丸    | ?        | 7.69         | ?                | 12         | ?        | ?       | 1944.8  | ?       | ?                    | 市営汽船発足時に買収された船舶            |
| 第二桂島丸  | ?        | 7.12         | ?                | 8          | ?        | ?       | 1944.8  | ?       | ?                    | 市営汽船発足時に買収された船舶            |
| 石浜丸      | ?        | 7.80         | ?                | 12         | ?        | ?       | 1944.8  | ?       | ?                    | 市営汽船発足時に買収された船舶            |
| 千鳥丸      | ?        | 8.07 ⇒8.53   | 電着機関         | 10         | 32       | 1946.6  | 1944.8  | ?       | ?                    | 市営汽船発足時に買収された船舶            |
| 東宮丸      | ?        | 6.58         | ?                | 8          | ?        | ?       | 1944.8  | ?       | ?                    | 市営汽船発足時に買収された船舶            |
| 花淵丸      | ?        | 19.72        | ?                | 28         | ?        | ?       | 1944.8  | ?       | ?                    | 市営汽船発足時に買収された船舶            |
| 第二吉田丸  | 木造     | 21.90        | 焼玉             | 44 ⇒35 ⇒60 | 75       | 1941.8  | 1944.8  | 1969.3  | ?                    | 市営汽船発足時に買収された船舶            |
| 第一要害丸  | ?        | 5.29         | ?                | 8          | ?        | ?       | 1944.8  | ?       | ?                    | 市営汽船発足時に買収された船舶            |
| 三和丸      | ?        | 5.59         | ?                | 8          | ?        | ?       | 1944.8  | ?       | ?                    | 市営汽船発足時に買収された船舶            |
| 高砂丸      | ?        | 6.14         | ?                | 8          | ?        | ?       | 1944.8  | ?       | ?                    | 市営汽船発足時に買収された船舶            |
| 蒲生丸      | ?        | 5.03         | ?                | 8          | ?        | ?       | 1944.8  | ?       | ?                    | 市営汽船発足時に買収された船舶            |
| 代ヶ崎丸    | ?        | 5.61         | ?                | 6          | ?        | ?       | 1944.8  | ?       | ?                    | 市営汽船発足時に買収された船舶            |
| 第七大代丸  | ?        | 5.45         | ?                | 4          | ?        | ?       | 1944.8  | ?       | ?                    | 市営汽船発足時に買収された船舶            |
| 第十大代丸  | ?        | 2.50         | ?                | 6          | ?        | ?       | 1944.8  | ?       | ?                    | 市営汽船発足時に買収された船舶            |
| 第八大代丸  | ?        | 2.50         | ?                | 6          | ?        | ?       | 1944.8  | ?       | ?                    | 市営汽船発足時に買収された船舶            |
| 第二要害丸  | ?        | 4.20         | ?                | 5          | ?        | ?       | 1944.8  | ?       | ?                    | 市営汽船発足時に買収された船舶            |
| 第六東宮丸  | ?        | 6.50         | ?                | 5          | ?        | ?       | 1944.8  | ?       | ?                    | 市営汽船発足時に買収された船舶            |

### 船舶の変遷
- 1944年（昭和19年）8月20日 - 市営汽船の発足に伴い、買収された船舶18隻で運航を開始[22]。
- 1945年（昭和20年） - 同年半ばに9隻が、同年暮れに3隻が廃船となる[26]。
- 1946年（昭和21年）
  - 月日不明 - 日本軍が使用していた上陸用舟艇4隻の払い下げを受け、うち1隻が整備され東宮・要害航路に就航する[45]。
  - 9月 - 漁船「賛栄丸」を七ヶ浜交通組合より購入し、150人乗りの旅客船に改造して就航させる[1]。
- 1948年（昭和23年）3月 - 浦戸村より松材の提供を受け「浦戸丸」が建造される[1]。
- 1949年（昭和24年）6月 - 上の原市有林より松材を伐採し「塩風丸」が建造される[1]。
- 1950年（昭和25年）
  - 6月 - 「白鷹」が建造される[1]。
  - 10月25日 - 遊覧船である初代「すわん丸」が建造され、進水式が行われる[31]。
- 1952年（昭和27年）
  - 5月 - 「かもめ丸」を購入する[1]。
- 1955年（昭和30年）12月 - 要害航路廃止に伴い、3隻が売却される[1]。
- 1957年（昭和32年）
  - 3月 - 初代「すわん丸」が改造される[1]。
  - 4月 - 遊覧船として「第2すわん丸」が建造される[1]。
- 1966年（昭和41年）3月 - 「みさご丸」が鈴木造船所で建造される[1]。
- 1968年（昭和43年）
  - 3月 - 遊覧船「第2すわん丸」が貨客船に改造される[1]。
  - 4月 - 「かもめ丸」の就航が廃止される[1]。
- 1969年（昭和44年）3月 - 「第二吉田丸」[注 5]と「八潮」[注 9]の就航が廃止される[1]。
- 1970年（昭和45年）
  - 月日不明 - 「第2うらと丸」が建造される[8]。
  - 2月 - 「浦戸丸」の就航が廃止される[1]。
  - 3月 - 「塩風丸」の就航が廃止される[1]。
- 1971年（昭和46年）
  - 3月 - 初代「すわん丸」の代船として新たに2代目となる「すわん丸」が建造される[1]。
  - 4月 - 初代「すわん丸」の就航が廃止される[1]。
- 1974年（昭和49年）3月 - 「うらしお」が三陸造船鉄工で建造される[1]。
- 1980年（昭和50年）11月 - 「みさご丸」の就航が廃止される[1]。
- 1981年（昭和56年）
  - 2月 - 「うらと丸」が三陸造船鉄工で建造される[1]。
  - 3月 - 「第2うらと丸」の就航が廃止される[1]。
- 1989年（平成元年）
  - 1月 - 2代目「すわん丸」の就航が廃止される[1]。
  - 3月30日 - 「しおじ」が墨田川造船で建造・竣工する[81]。
- 1996年（平成8年）
  - 2月20日 - 横浜ヨットで建造されていた「みしお」が進水する[92]。
  - 3月 - 「うらしお」の就航が廃止される[1]。
  - 3月15日 - 「みしお」が竣工する[92]。
- 2006年（平成18年）
  - 2月 - 「うらと」がニュージャパンマリンで建造され、海上試運転が実施される[79]。
  - 3月 - 「うらと丸」の就航が廃止される[1]。
  - 3月16日 - 「うらと」が航路に就航する[93]。
- 2019年（平成31年）
  - 3月31日 - 「みしお」の就航が廃止される[86]。
  - 4月1日 - 「しおね」が航路に就航する[94]。

### しおじ
「しおじ」は、塩竈市営汽船で運航されている中型船のフェリーである。簡保融資施設として総工費1億3,400万円のうち1億50万円が簡保資金によって賄われ、1989年（平成元年）に竣工した。船名は「太平洋に注ぐ潮の通る路」という意味であり、潮によって大きく世界へ飛翔する願いを込めて命名された。

#### 構造・設備
主機出力は420馬力・1機1軸方式で、巡航速力は11ノット、最高速力は13ノットである。材質には船体が高張力鋼を、上部構造物がアルミニウム合金を使用しており、水深が全体的に浅い航路条件に合わせて船全体の軽量化を図っている。船体前部には操舵室が設けられている。
船には遠隔操舵装置のほか、舵利きが向上するベッカーラダーやレーダー、サイドスラスターを搭載し、潮の満ち引きに対応するため日本で初めて上下移動式の舷梯を装備している。また、2階部分はオープンスペースとして360度の展望が可能になっており、1階部分には冷暖房設備や水洗式トイレが設けられている。
乗客サービスを向上させるため1階部分の窓は大きく設計されており、東北地方の旅客船としては初めて窓枠のないスケルトン構造の窓と、熱吸収ガラスが採用された。

船体
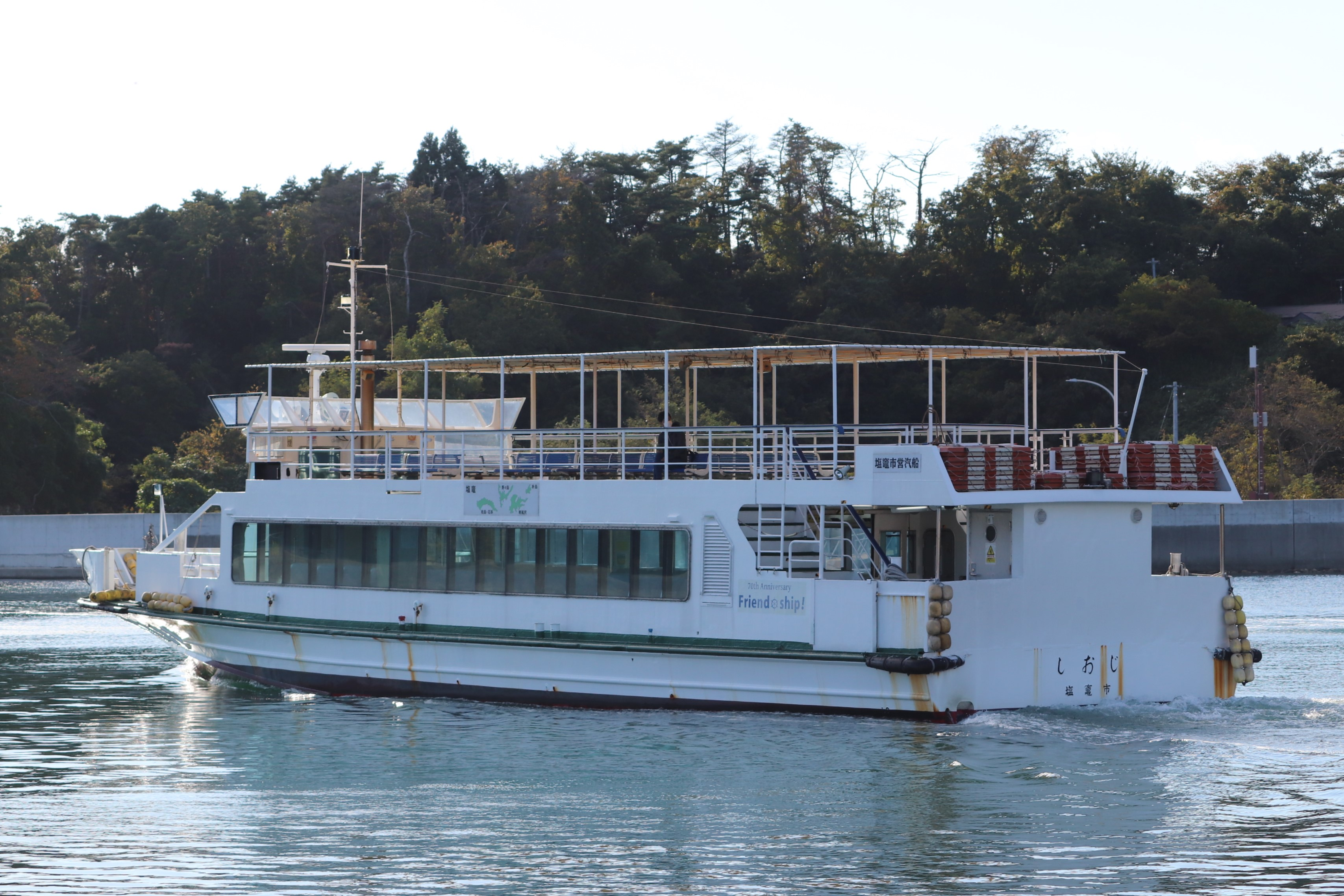
船体後部
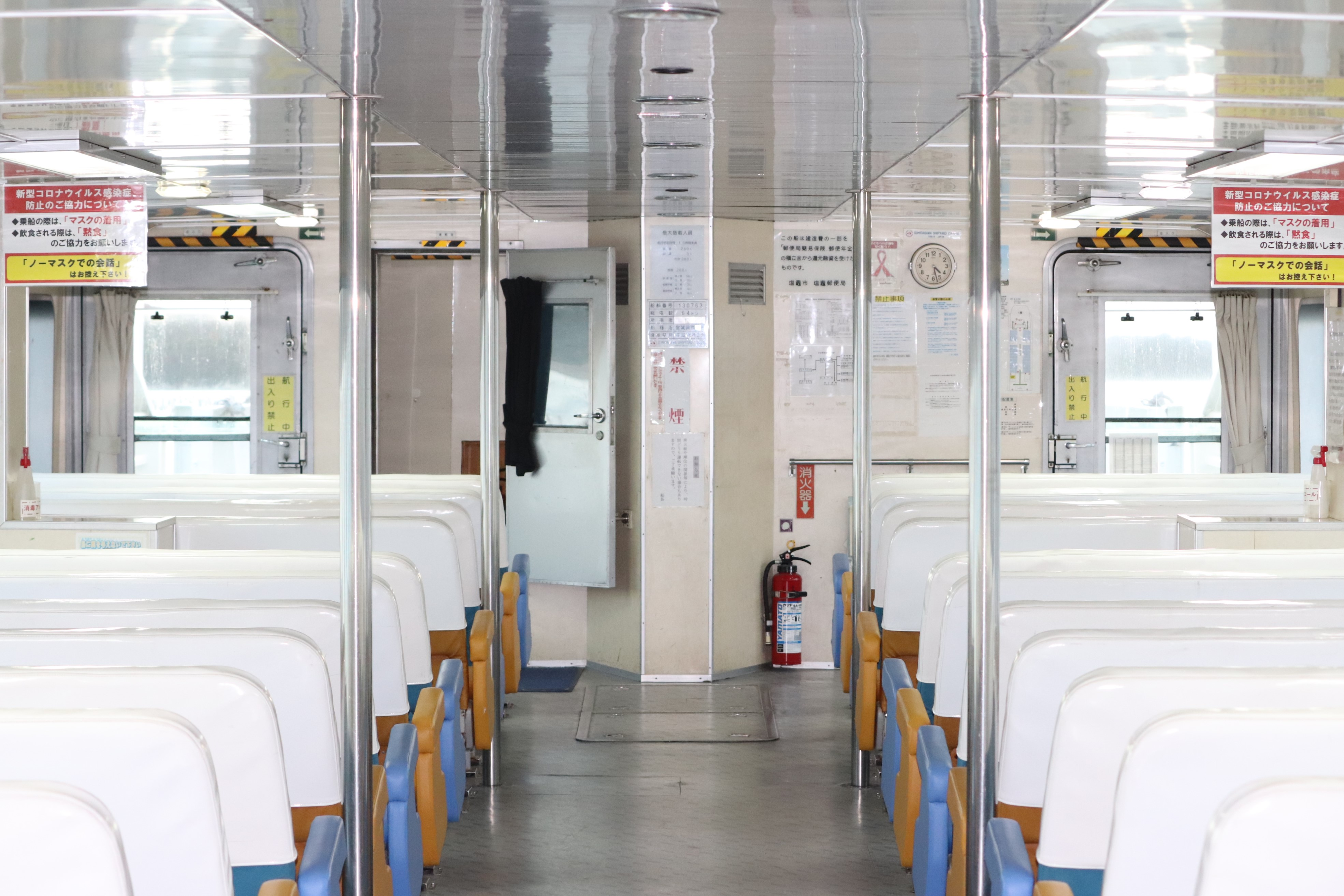
1階部分
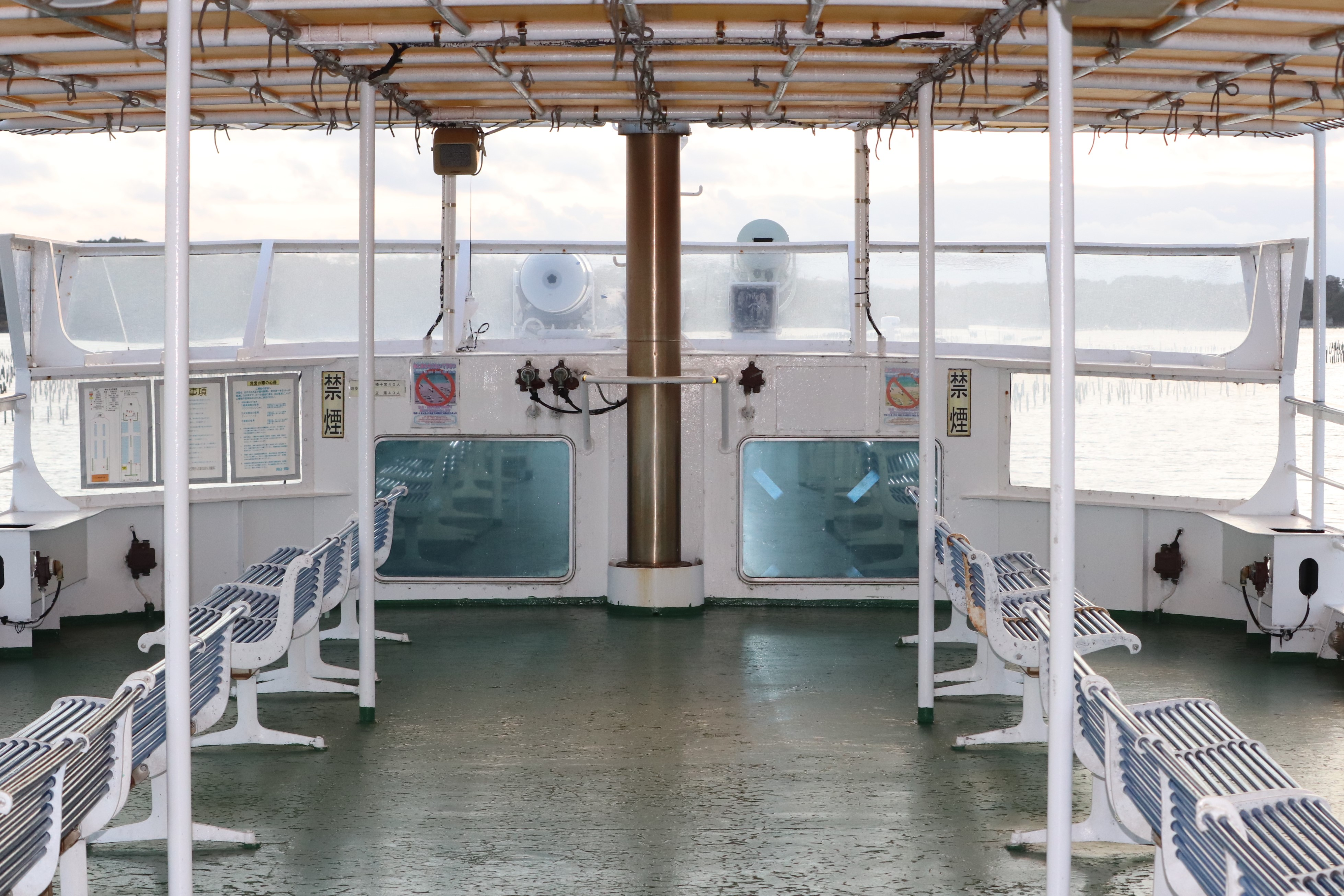
2階オープンデッキ

#### 経歴
墨田川造船によって1988年（昭和63年）10月12日に着工、翌年3月30日に竣工し、桃生郡鳴瀬町の宮戸島（大高森）から浦戸諸島の4島を経由して塩釜港へ至る18.20キロメートルの航路に就航した。
2009年（平成21年）9月1日12時46分頃、旅客39人を乗せ桂島西方沖を北東へ進んでいた「しおじ」と、桂島西方沖を南西へ進んでいたFRP製モーターボートである「有幸丸」が、青葉航路の北緯38度20.0分 東経141度4.1分 / 北緯38.3333度 東経141.0683度で衝突する事故（旅客船しおじモーターボート有幸丸衝突事件・2000仙第96号）が発生した。
「しおじ」は、同日12時30分に旅客39人を乗船させ、船首0.8メートル・船尾1.6メートルの喫水をもってマリンゲート塩釜を出航し、最初の寄港地である桂島へと向かった。出航後、12時43分には青葉航路を西へと向かう「有幸丸」を初認し、同船と行き会うことに備え右側端にできるだけ寄せ航行した。一方、「有幸丸」は塩竈市中の島のマリーナを同日12時に出航後、12時20分から桂島北岸沖合にて漂泊した後、帰るため青葉航路を西へと向かった。12時41分には「しおじ」を初認し、右側端へ寄せて7.0ノットで続航した。
同日12時45分頃の時点では、左舷を対して同船が互いに20メートルほどの間隔があったものの、青葉航路には漁場区画との境界に海苔網の竹竿が設置されていたため、「有幸丸」が竹竿と接触しそうになり左舵をとった。舵角が大きかったことから「有幸丸」は急激な左転を始め、同乗者が右舵一杯をとったが間に合わず、12時46分には止まろうとした「しおじ」と衝突した。衝突の結果、「しおじ」は左舷船首部の波切板に擦過傷が、「有幸丸」は船首部に亀裂を伴う凹損がそれぞれ生じたが、死傷者などは発生せず、それぞれ自力航行を続けた。
2010年（平成22年）12月2日に仙台地方海難審判所で言い渡された裁決（平成22年仙審第8号）では、衝突の原因は舵輪を適宜操作するなど操縦を適切に行うべき注意義務があったのにも関わらず、竹ざおを避けようとして操縦を適切に行わなかった「有幸丸」の職務上の過失によるものと認められ、「しおじ」が衝突回避措置をとる時間的・距離的余裕はなかったとの裁決が下された。
2014年（平成26年）7月20日からは市営汽船70周年を記念して、船体に全国11自治体のゆるキャラのイラスト22種類をラッピングした「Friend ship! ゆるキャラ丸」として運航を開始した。船体には塩竈市と災害協定を結んだ山形県村山市・長野県須坂市、震災復興支援の職員を派遣した神奈川県横浜市・岡山県倉敷市・沖縄県南城市・沖縄県糸満市などのゆるキャラがラッピングされた。
建造から30年以上が経過し老朽化が顕著に現れていることから、2024年（令和6年）には市営汽船の経営健全化計画に関する審議会にて廃船とする方針が提示された。廃船後は2隻体制で運航し、一部ダイヤを民間で補填することが計画されている。

### うらと
「うらと」は、塩竈市営汽船で運航されている小型船のフェリーである。老朽化した「うらと丸」の代替として建造され、2006年（平成18年）3月16日に就航した。日本初のバリアフリー対応FRP小型旅客船であり、建造にあたっては設計コンペ方式で造船所を選定した。

#### 構造・設備
主機関はディーゼル機関389キロワットが1基搭載され、バリアフリー対応のため以下の設備が備え付けられた。

船体
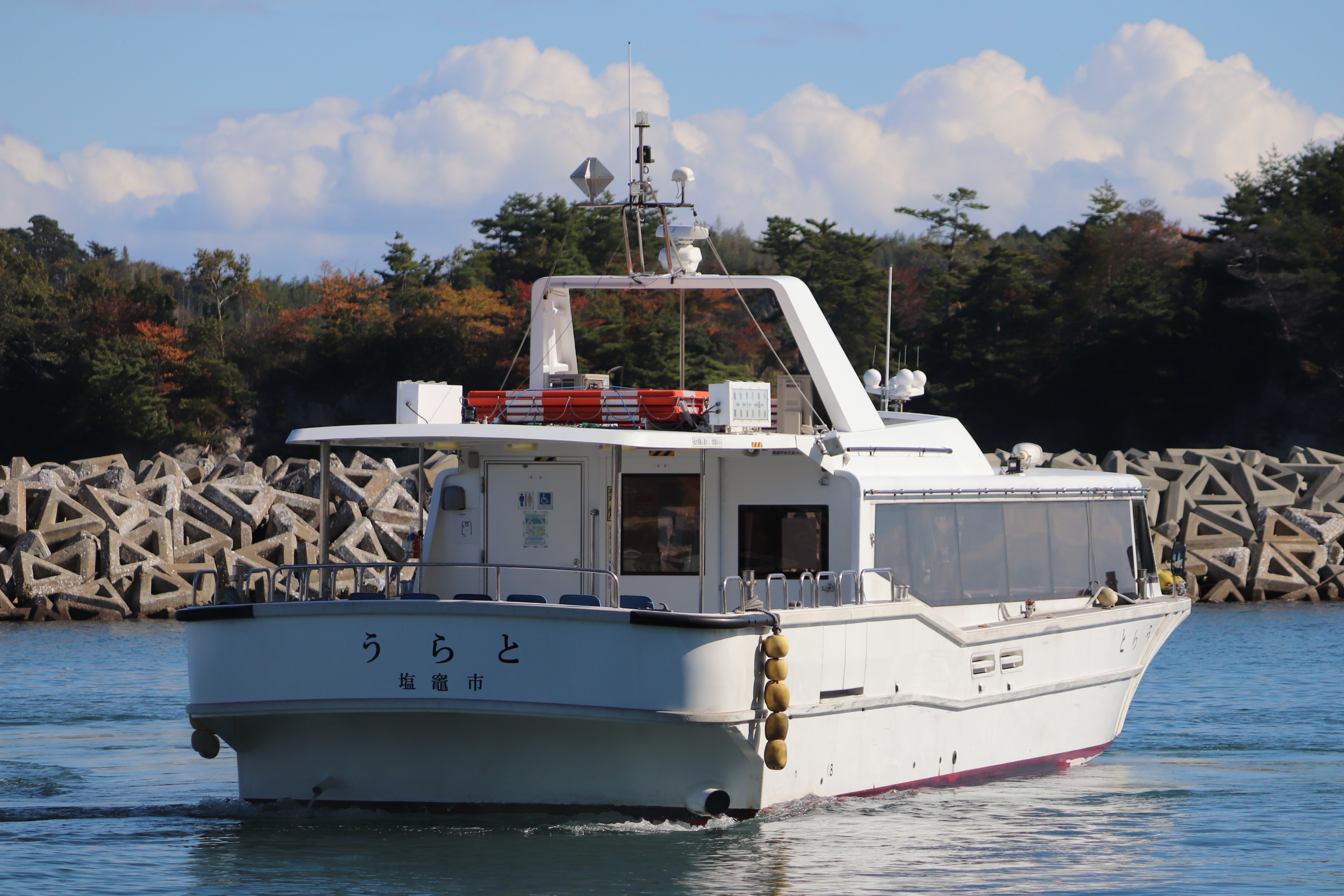
船体後部
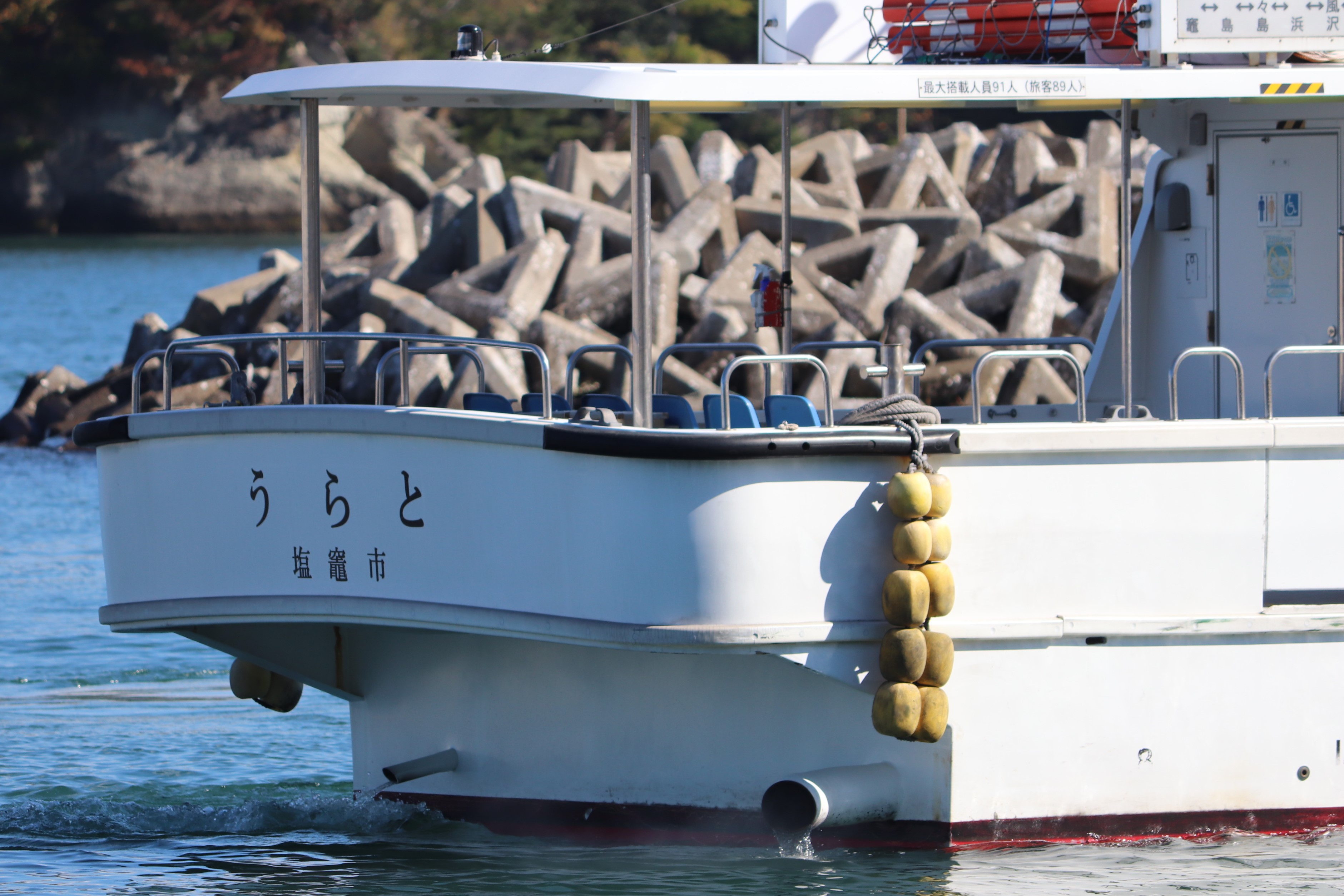
船尾
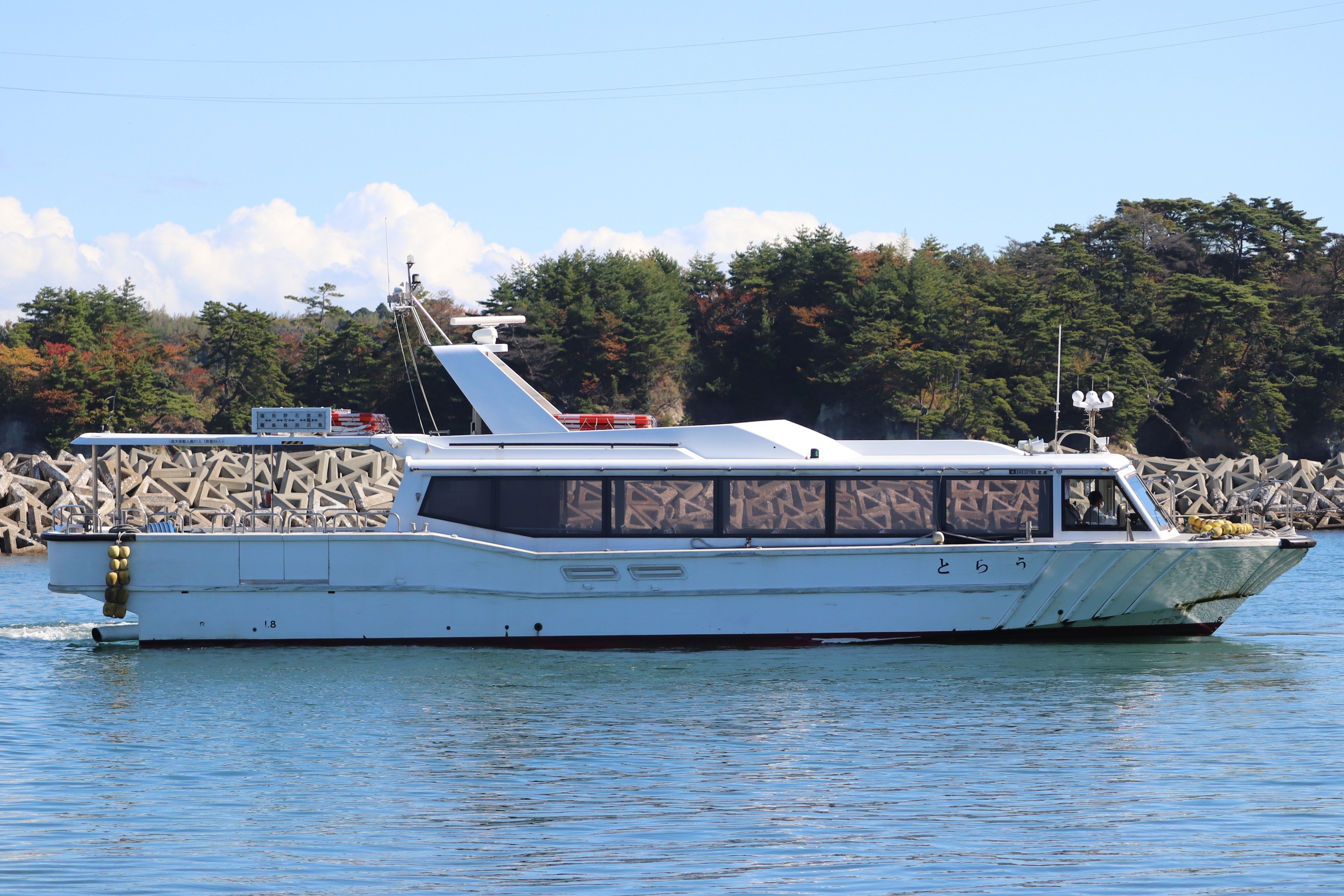
右舷

- 車椅子スペース
- バリアフリー椅子（4人分）
- バリアフリートイレ
- バリアフリー通路
- 出入り口スロープ（固定）
- 手すり（点字表示付）
- 点字案内板
- 触知図案内板
- 音声案内装置

- 船体
- 船体後部
- 船尾
- 右舷

#### 経歴
2005年（平成17年）、塩竈市によって策定された交通事業会計の経営健全化計画にて、船舶および運航体制の再編が盛り込まれ、中型船である「しおじ」「みしお」「うらと丸」による3隻体制から、中型船1隻・小型船2隻へ将来的に体制を再編する計画が決定した。このため、2005年度（平成17年度）で船齢が24年となる「うらと丸」を廃船とし、代替船舶として定員が90名程度の小型船を新造することになった。小型船の新造にあたっては、建造費として9,000万円が計上され、平成17年度塩竈市交通事業特別会計補正予算として塩竈市議会民生常任委員会にて同年6月21日に原案可決された。
新造される小型船は19トン・旅客定員85人に加えバリアフリートイレをはじめとする車椅子スペースを設ける条件で設計が要求され、設計コンペ方式で造船所を選ぶことになった。設計コンペは冬季の回航の難易度を鑑みて近畿地方から太平洋側に所在する造船所を主体として募集を行い、数社が応募の意思を示したものの、高い要件を満たすことは難しかったことから、最終的にはニュージャパンマリンのみが提案書を提出した。塩竈市は日本造船技術センターに対し評価と分析を依頼し、塩竈市新造船選定委員会において「非常に高いレベルの検討がなされている」との報告が行われた。なお、市では建造費と別に設計や建造の管理などに関して299万2,500円の委託料が計上された。
ニュージャパンマリンでの建造が決定すると、詳細設計・船体型製作・FRP積層と順次工事が進められ、2006年（平成18年）2月には三重県鳥羽市の鳥羽湾にて海上試運転が実施された。同年3月16日には「うらと」として航路に就航、導入に伴い市営汽船は船舶職員を2人減らした14人体制での運航となった。

### しおね
「しおね」は、塩竈市営汽船で運航されている小型船のフェリーである。2005年（平成17年）に決定された中型船1隻・小型船2隻体制への再編に伴い、「うらと」に引き続く2隻目の小型船として新造された。
船体はFRP製で、旅客定員は97人、全長は19.50メートル、最大出力は575馬力。マリンブルー色に塗装された船体が特徴的で、「うらと」と同じくバリアフリー対応のため、トイレの手すりや車椅子スペースが設置されている。船内では車椅子の固定も行うことができる。
2017年（平成29年）9月に着工し、翌2018年（平成30年）3月に進水した。就航に先立ち同年3月28日には就航式および記念乗船会が開催され、浦戸小学校の児童による太鼓演奏など、島民によるイベントが行われた。同年4月1日からは正式に航路に就航し、「みしお」は市営汽船での運航を終了した。
2023年度（令和5年度）にはクラッチのオーバーホールが行われ、この年度の市営汽船全体の修繕費が大きく増加することとなった。

### みしお
「みしお」は、塩竈市営汽船で運航されていた中型船のフェリーである。1996年（平成8年）に就航し、塩竈市の経営健全化計画に伴う船舶の小型化によって2018年（平成30年）3月31日に運航が終了した。船名は公募の中から決定され、命名者は後に代わって就航した「しおね」の命名者としても選ばれた。

#### 構造・設備
船体は軽構造船暫定基準に準拠し、平水区域の条件に合う強固な構造と防振に留意した設計がなされた。船体構造は縦横混合型が採用され、甲板室と上部構造は耐海水アルミが、船体は高張力鋼が用いられた。操舵室や客室の暴露甲板下、側壁、機関室天井・周囲壁には防熱および防音工事が施工され、上甲板室内の騒音値は78デシベル以下となった。
主機関・航海計器は以下の通り。4サイクルディーゼル機関（新潟鐵工所 6NSE-M）550馬力を1基搭載し、逆転減速機・プロペラ軸を介して固定ピッチプロペラを駆動しており、船体の主要電力はディーゼル機関に直結する発電機1基で賄っている。機関室内機器の監視は操舵室内で遠隔操作している。
- 主機関：新潟鐵工所 6NSE-M（防振仕様）550PS×1950RPM
- 発電機用機関：ヤンマーディーゼル 4PHL-N 38PS×1800RPM
- 発電機：30 kVA・AC225X・3φDC24 V・25 A
- 舵取機：電動油圧式 0.6 kN·m
- レーダー：14 in・カラー

特別装備は以下の通り。バウスラスターは主機関によって駆動される油圧ポンプで操作され、こちらも同様に操舵室内で遠隔操作されている。
- 舵：フラップ付舵（シューピース付）（1枚）
  - 舵面積比 AR/Ld ≒ 1/36
- バウスラスター：推力600 kg
- 冷房機：38,800 kcal/h
- 暖房機：30,000 kcal/h
- 電気温風ヒーター：300 W（6台）
- 汚物処理装置：循環式

客室は上甲板上と遊歩甲板に設けられ、それぞれ100名・36名の乗客できる構造となっており、上甲板上客室には4人掛け椅子21個と5人掛け椅子兼簡易ベッドが1個、遊歩甲板上客室には3人掛け椅子13個が設置された。その他、テレビやカード式船舶電話、時計などの備品、車椅子置場が備え付けられた。

#### 経歴
神奈川県横浜市鶴見区の横浜ヨットで建造が行われ、1996年（平成8年）2月20日に進水、同年3月15日に竣工した。横浜での竣工後、建造された横浜市から塩竈市までの回航が行われた。所要時間は19時間で、横浜を午前10時に出発し翌日の午前5時頃に到着し、夜明けを待って午前7時頃に塩釜港へ入港した。
塩竈市営汽船での運航終了後、2018年（平成30年）には宮城県気仙沼市の大島汽船がみしおを購入し、旅客船として導入した。購入後は気仙沼市内で船体の塗り直しが行われ、大島航路のフェリー2隻の運航に支障が生じた場合の代替船として運用された。気仙沼大島大橋の供用に伴い定期航路が廃止された2019年（平成31年）4月7日以降は遊覧船として運航が開始された。
同年7月13日からは神奈川県横須賀市の猿島で開催されたONE PIECEのイベントである「宴島2019 真夏のモンキー・D・ルフィ島」の輸送用として就航した。トライアングルによって「ゴーイング猿島号」として運航が行われ、船内ではルフィやナミによる船内放送が実施された。
2020年（令和2年）3月、福島県いわき市小名浜の小名浜デイクルーズがトライアングルよりみしおを購入し、小名浜の造船会社によって内装と外装が大きくリニューアルされた後、2021年から「サンシャインシーガル」として小名浜港の遊覧船に就航した。しかし、新たな船の導入のため2025年（令和7年）1月31日をもって遊覧船の運航が休止された。

## 島内間渡船
島内間渡船は、宮城県塩竈市の浦戸諸島内において運航されている渡船である。市道の延長として運航されているため島民・観光客問わず料金は無料であり、野々島学校下 - 寒風沢 - 朴島間を結ぶ「寒風沢間渡船」と、野々島桟橋 - 石浜桟橋間を結ぶ「石浜間渡船」の2つがある。渡船に関する業務は塩竈市市民生活部浦戸振興課浦戸生活係によって行われており、実際の運航では島民4人が交代で船長を務めている。
一級市道である塩竈市道18号浦戸線（路線長：4,703.0メートル）の海上ルートを運航しており、塩竈市道における渡船延長は2021年度で554.0メートルとなっている。主な乗客は地元島民や観光客で、これに加え野々島にある浦戸諸島開発総合センターの職員や浦戸診療所の医師・看護師、浦戸郵便局の配達員も日常的に利用している。

### 寒風沢間渡船
寒風沢間渡船は、野々島の野々島学校下と寒風沢、朴島を結ぶ渡船である。塩竈市のホームページでは「（B）野々島（学校下）～寒風沢～朴島桟橋間」と紹介されている。渡船にはFRP船の「第一うしお丸」が使用されている。航海時間は野々島学校下 - 寒風沢間が約2分、寒風沢 - 朴島間が約7分である。

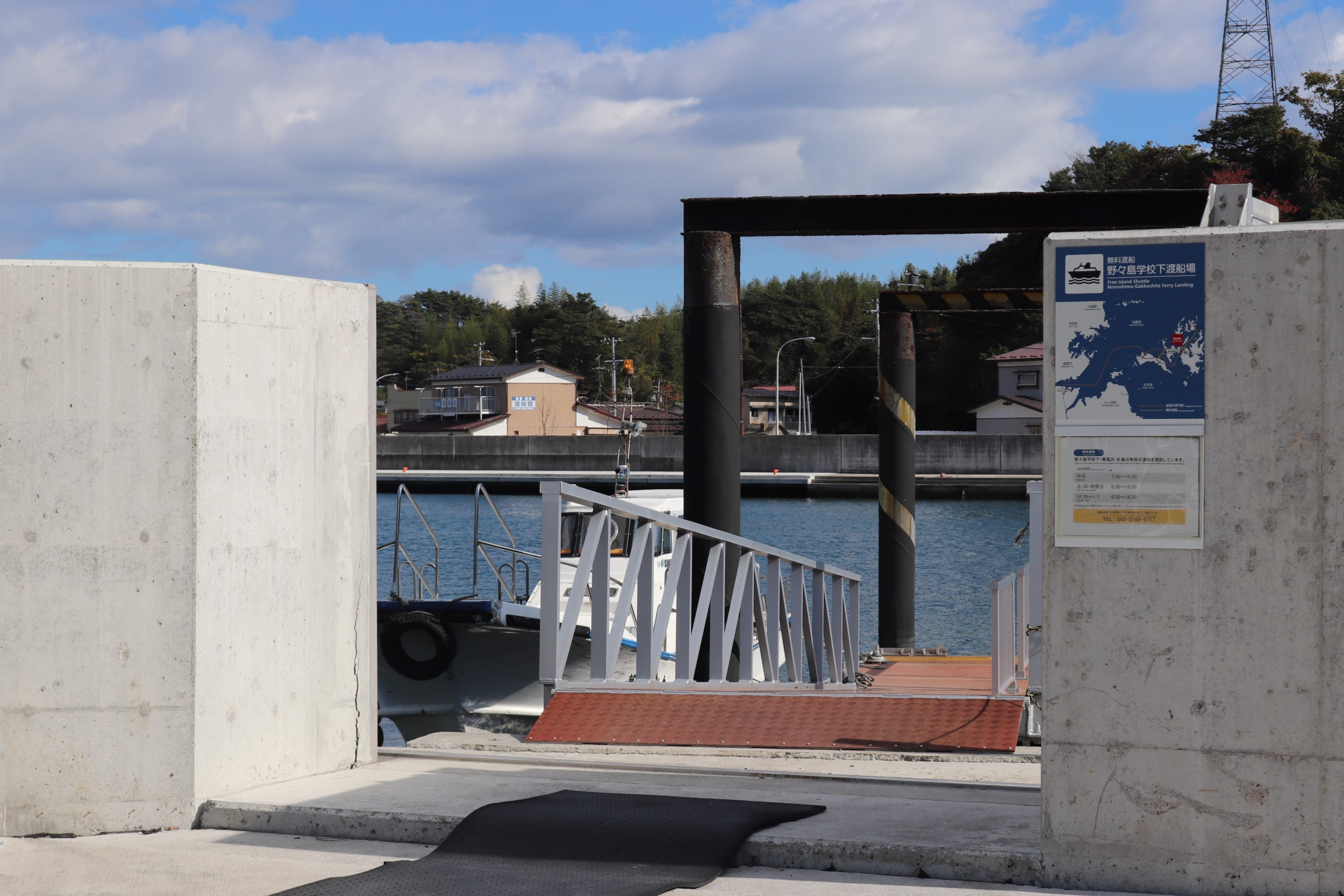
野々島学校下渡船場

就航から2014年（平成26年）3月末までの14年2か月の間で累計約7万5,000便、15万9,150人が利用し、1便あたり平均で2.13人の輸送が行われてた。2018年度（平成30年度）には5,814人が利用し、そのうち76.6％の4,453人は観光客だった。
渡船に使用されている「第一うしお丸」は2000年（平成12年）1月に進水・就航した、旅客定員を12人とするFRP製の交通船である。登録長8.21メートル、総トン数は5トン未満で、連続最大出力は55馬力。機関にはヤンマー製の石油発動機が用いられている。
2011年（平成23年）3月11日に発生した東日本大震災では、桟橋が破損した影響で石浜間渡船の再開後も運航を休止し、船底を損傷する被害が出たものの、翌年9月3日に運航が再開された。

### 石浜間渡船
石浜間渡船は、桂島の石浜桟橋と野々島の野々島桟橋間の約600メートルを結ぶ渡船である。塩竈市のホームページでは「（A）野々島桟橋～石浜桟橋間」と紹介されている。航海時間は約5分間。
就航から2014年（平成26年）3月末までの11年5か月の間で累計3万8,906便、6万6,639人が利用し、1便あたり平均で1.72人の輸送が行われてた。2018年度（平成30年度）には5,516人が利用し、そのうち51.9％の2,863人は観光客だった。
渡船に使用されている「すずかぜ」は2002年（平成14年）10月に竣工・進水・就航し、最大搭載人員を13人、旅客定員を12人とするFRP製の交通船である。登録長は10.40メートルで、総トン数は4.5トン、出力は63キロワット。当初搭載されていたエンジンはヤンマー 4JH3-HTで、シリンダ内径×行程は42×90ミリメートル、連続定格出力は87馬力/3,500 rpmだった。操舵室は船体中央よりやや後方にあり、全面は横方向に2枚のガラス窓を有し、右舷側のみ旋回窓となっている。両舷には引戸式の出入口扉があり、この扉とその後方の壁面にも壁ガラスが設置されている。
2005年（平成17年）3月4日13時30分、松島湾内の遊覧を行っていた松島島巡り観光船所有の第三仁王丸と、野々島桟橋から乗客を乗せ石浜桟橋へ向かっていたすずかぜが石浜水道の北緯38度20.12分 東経141度6.17分 / 北緯38.33533度 東経141.10283度地点で衝突する事故（旅客船第三仁王丸交通船すずかぜ衝突事件）が発生した。
2007年（平成19年）11月27日からは、水産庁の委託事業である「漁船漁業二酸化炭素排出量削減調査研究事業」の一環として、水産総合研究センターと塩竈市によるBDF100％燃料（B100）の試用実験が行われた。船舶を対象としたBDF導入試験は日本で初めてであり、初回となる2007年度は50日間に渡って実施された。また、BDFの高粘度対策として、すずかぜのエンジン燃料系のフィルタ容量を大きくするなど軽微な改造が行われることになった。試用開始後1か月間は問題なく渡船の運航が継続されたものの、翌年1月の寒冷期に入ると油水分離器のフィルタ部で燃料成分が結晶化する現象が確認されたため、その後は軽油での運航に戻された。不具合発生の原因として、BDFのトリグリセリド濃度がニートBDF規格値（0.2％以下）を大幅に上回っており、BDFの製造過程でエステル化が不十分だったことが考えられている。
2008年（平成20年）は夏期に3か月間のBDFによる運航試験を行われたが、給油しBDFのトリグリセリド濃度が0.2%前後であったため、不具合は発生しなかった。BDF使用後にエンジン開放が行われると、シリンダーライナー壁にやや湿り気のある炭素が確認された。また、燃料油成分がピストンリングで掻き落され潤滑油に混入する燃料希釈が発生し、翌2009年度の冬期はBDF使用時の潤滑油の劣化を評価するための試験が行われた。
2011年（平成23年）3月11日に発生した東日本大震災では一時的に運航が休止されたが、3月29日にはすずかぜの就航が可能となり、同年7月4日には通常運航が再開された。
2014年（平成26年）4月14日には、すずかぜに搭載されていたエンジンの重要部品が経年劣化によって破損し航行不能となった。このため、搭載エンジンの改良が行われることになった。船舶の長寿命化のため高出力エンジンへ換装され、関連事業を含め塩竈市の平成26年度6月補正予算で395万9,000円が計上された。345万6,000円はエンジンの改良による事業費で、うち340万円は辺地対策事業債が充てられた。残りの50万3,000円については代用船舶のレンタル費用で、運航を委託している船長の所有船が調達された。